# RT
RT (читается: [ар-ти́]; ранее был известен под полным названием Russia Today: с англ. — «Россия сегодня») — международный телеканал с многоязычной сетью информационных и документальных программ, основанный в 2005 году. Управляется АНО «ТВ-новости». Финансируется российским правительством преимущественно из государственного бюджета.
Включает головной англоязычный информационный телеканал RT International, телеканалы RT Arabic, RT en Español, RT France, RT DE, RT Balkan, а также документальные каналы RT Documentary на английском языке, RT Doc на русском и RT Doc Hindi на хинди.
Специалисты в медиасфере характеризуют телеканал как пропагандистский и прямо следующий внешнеполитической линии российского правительства. Из-за обвинений во вмешательстве во внутренние дела ряда зарубежных государств на канал наложены ограничения на деятельность в этих государствах. После вторжения России на Украину в 2022 году вещание канала заблокировано на территории Европейского союза и в большинстве стран Запада.

## История
Идея создания телеканала принадлежит медиаменеджеру Михаилу Лесину. 6 июня 2005 года было объявлено о запуске телеканала, призванного «отражать российскую позицию по главным вопросам международной политики» и «информировать аудиторию о событиях и явлениях российской жизни». Телеканал был учреждён агентством «РИА Новости» через дочернюю организацию «ТВ-Новости». Главным редактором была назначена журналистка Маргарита Симоньян.

«Это будет взгляд на мир из России. Мы не хотим менять профессиональный формат, отлаженный такими телеканалами, как BBC, CNN, Euronews. Мы хотим отразить мнение России о мире, и чтобы сама Россия была лучше видна», — заявила Симоньян, отметив, что зарубежные СМИ не всегда адекватно отражают происходящие в России события.— Главный редактор RT Маргарита Симоньян
 Были приглашены британские консультанты для формирования имиджа кабельного телеканала. За модель были взяты CNN и BBC. 14 сентября началось тестовое вещание телеканала, а 10 декабря — полноценное. 12 декабря в семь часов утра вещание было прервано, но его смогли восстановить на следующий день. Как выяснилось позднее, причиной происшествия послужили неполадки в оборудовании. Некоторыми журналистами это было воспринято как акция для продвижения канала.
1 марта 2006 года — компания IPD Group, которой принадлежал информационно-аналитический портал russiatoday.com, обратилась к генеральному директору АНО «ТВ-новости» Сергею Фролову с просьбой сменить название телеканала, аргументируя это тем, что торговая марка Russia Today была зарегистрирована ещё в 1996 году. Руководство телеканала на просьбу не отреагировало, а позднее доменное имя russiatoday.com перешло к самой Russia Today.
16 мая 2007 года МЧС России потребовало от московского отделения союза журналистов России освободить занимаемое помещение на Зубовском бульваре, но уже 21 февраля 2008 года требование было отозвано. Данный инцидент связали с тем, что по неофициальной информации помещения СЖР могли отдать RT. Представители телеканала заявили о непричастности к инциденту.
4 июля 2007 года — начало публикации сюжетов RT на YouTube. 31 декабря 2007 года в Нью-Йорке на экранах NASDAQ и Рейтер были показаны прямые включения RT из Москвы и Санкт-Петербурга.
25 декабря 2008 года автономная некоммерческая организация «ТВ-новости», управляющая телеканалом Russia Today, была включена в перечень системообразующих организаций России.
11 июня 2009 года телеканал начал сотрудничество с CNN в рамках проекта World Report. 6 октября 2009 года заместитель главного редактора телеканала Алексей Николов сменил Сергея Фролова на посту генерального директора АНО «ТВ-новости».
16 октября 2009 года газета «Коммерсантъ» сообщила, о том, что специальное подразделение RT будет производить выпуски новостей для РЕН ТВ и Пятого канала. Позднее пресс-секретарь РЕН ТВ Антон Назаров опроверг эту информацию и сообщил, что сотрудники RT будут оказывать телекомпаниям «исключительно техническую поддержку».
15 января 2010 года началось вещание из студийного комплекса в Вашингтоне.
25 января 2012 года было объявлено о том, что с марта в эфире телеканала начнёт выходить проект основателя WikiLeaks Джулиана Ассанжа «Мир завтра» (The world tomorrow).
10 октября 2014 года канал включён в государственную телесеть Аргентины. Владимир Путин и президент Аргентины Кристина Киршнер запустили вещание телеканала RT на испанском языке в прямом эфире при помощи телемоста.
В апреле 2018 года в RT учредили премию для военных корреспондентов The Khaled Alkhateb Memorial Awards в честь погибшего в Сирии стрингера Халеда аль-Хатыба, сотрудничавшего с RT Arabic. Заявки будут оценивать в трёх категориях: «Лучшая работа из зоны конфликта: „Длинное видео“», «Лучшая работа из зоны конфликта: „Короткое видео“», «Лучшая работа из зоны конфликта: „Текст“». Церемония вручения наград будет проходить 30 июля — в годовщину смерти аль-Хатыба.
В январе 2022 года данные об учредителях фонда Катерины Тихоновой «Иннопрактика», фонда им. Ахмата Кадырова, «Фонда Сергея Ролдугина» и связанного с ним фонда «Талант и успех», а также телеканала RT были удалены из Единого госреестра юрлиц. Согласно приказу Федеральной налоговой службы от 31 августа 2020 года при регистрации в налоговой некоторых видов юридических лиц, включая НКО и фонды, сведения об их учредителях теперь можно не предоставлять.
В ноябре 2024 г. опубликовал видеоролик в поддержку российского вторжения на Украину, в котором использовался голосом, похожим на голос умершего более 20 лет назад актёра Сергея Бодрова-младшего.
В январе 2025 г. высокий суд Англии и Уэльса запретил российским телеканалам RT, Спас и Царьград ТВ судиться с Google в любых юрисдикциях мира, кроме США и Великобритании. После того, как Google в рамках санкций, наложенных на Россию после её вторжения в Украину, принял решение о блокировке их аккаунтов, они обращались в российские суды, которые наложили на Google штрафы. Сумма штрафов к концу октября 2024 года достигла двух ундециллионов рублей (ундециллион — это единица с 36 нулями), сумма в триллионы раз превышает совокупный ВВП всех стран мира вместе взятых. Штрафы удваиваются каждую неделю, пока Google не выплатит их. Ранее требования RT, «Спаса» и «Царьграда» рассматривались судами в Турции, Испании, ЮАР, Сербии, Алжире, Египте и других странах. Судья, вынесший решения, назвал требования российских телеканалов «скоординированной стратегией иностранного давления», длящейся с конца 2023 года.

## Концепция

### Редакционная политика
В первые годы вещания сотрудники RT освещали культуру и быт в России для иностранной аудитории, что делало его редакционную политику похожей на политику государственных каналов иностранного вещания в других странах. В 2008 году после войны в Грузии, наняв консультантов из американской фирмы McCann, руководство канала сменило название Russia Today на сокращённое название RT и изменило политику подборки тем для новостей, переориентировавшись на тему внешней и внутренней политики США и других западных стран, а также редакционной политики представителей западных СМИ. Новости часто подают под критическим углом. 

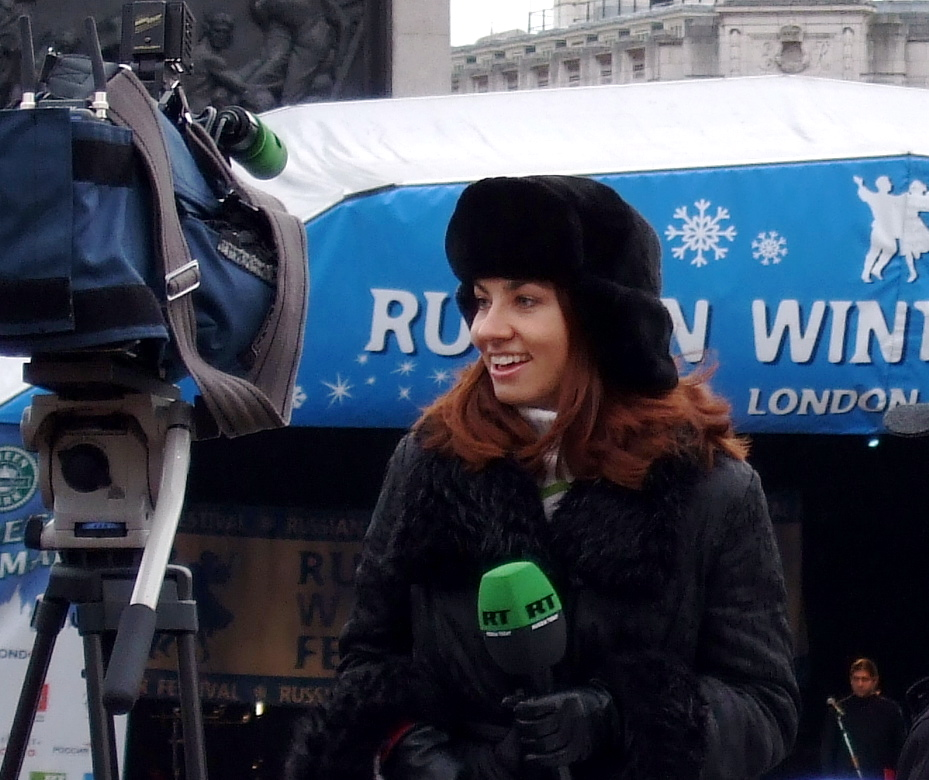
Корреспондент RT ведёт репортаж

По словам одного из журналистов RT, цель канала — «не восхваление России, а указание на проблемы, существующие в остальном мире». При освещении внутренней политики США на канале большое внимание уделяют таким темам как банковский коллапс, насилие и произвол полиции, проблемы фрекинга, расовые проблемы. Снимают много небольших документальных фильмов, в среднем по 20 минут в хронометраже, о политике западных стран и жизни в странах третьего мира. Работники редакции канала в подаче новостей исповедуют плюрализм мнений и альтернативную точку зрения вместо объективности, о приверженности к которой заявляют представители западных СМИ. Появилось выражение «Question more» (с англ.: «Задавайте больше вопросов»), призывающее телезрителей обращаться к альтернативным источникам информации. На разных языковых версиях своего канала сотрудники RT подают информацию по-разному, в зависимости от настроений аудитории определённого региона. При освещении конфликтов в странах, в которых присутствуют интересы России, сотрудники RT активно тиражируют официальную позицию государства.
Главный редактор RT Маргарита Симоньян:
«Важно, чтобы был канал, к которому бы люди привыкли, который бы им нравился, и вот когда надо, ты им показываешь то, что надо. В каком-то смысле не иметь своего иностранного вещания — это всё равно, что не иметь министерства обороны. Когда войны нет, оно вроде как и не нужно. Но когда война есть, это прямо критично».
Сотрудники канала в редакционной политике придерживаются следующих позиций: 1) продвижение идеи многополярного мира и национального суверенитета, 2) критика евроатлантизма и претензий США на гегемонию, а также 3) изобличение русофобии.
По словам бывшего сотрудника RT Лиз Уол, размер зарплаты и карьерный рост журналиста на канале зависит от его позиции по отношению к политике США и других западных стран, и могут увеличиваться при негативных высказываниях о Западе и уменьшаться при позитивных, при этом от сотрудников прямо не требуют придерживаться антизападной линии, давая им возможность самим догадаться, какой линии необходимо придерживаться.

### Стиль
В RT большое внимание уделяют интерактиву с аудиторией. В обязанности всех сотрудников канала входит ведение аккаунта в Twitter, в котором они публикуют материалы, не попавшие в эфир. Сотрудники канала всячески демонстрируют открытость. Ведущие новостей часто показывают студию вне эфирного времени. Регулярно снимают иронические (по представлению авторов программы) сюжеты. В штате канала состоят иностранцы (в основном британцы и американцы) и россияне, владеющие английским языком на уровне носителя. На канале много молодых ведущих и корреспондентов, рассказывающих о событиях в мире в экспрессивной манере.

## Медиаплатформы

### Телеканалы
| Телеканал     | Язык вещания               | Другие названия                | Расположение | Начало вещания  | Блокировка                                                         |
| ------------- | -------------------------- | ------------------------------ | ------------ | --------------- | ------------------------------------------------------------------ |
| RT            | английский                 | Russia Today, RT International | Москва       | 10 декабря 2005 | 19 августа 2014 (Украина) 8 июля 2020 (Литва) 2 марта 2022 (ЕС)    |
| RT Arabic     | арабский                   | روسيا اليوم, Rusiya Al-Yaum    | Москва       | 4 мая 2007      |                                                                    |
| RT en Español | испанский                  | RT Spanish, RT Actualidad      | Москва       | 28 декабря 2009 | 27 февраля 2022 (Испания)                                          |
| RT France     | французский                | RT Français, RT en français    | Москва       | 18 декабря 2017 | 27 февраля 2022 (Франция) 2 марта 2022 (ЕС) 16 марта 2022 (Канада) |
| RT DE         | немецкий                   | RT Deutsch                     | Москва       | 16 декабря 2021 | 2 января 2022 (Германия) 2 марта 2022 (ЕС)                         |
| RT Balkan     | сербский                   |                                | Белград      | 28 декабря 2024 |                                                                    |
| RT America    | английский                 | RT USA                         | Вашингтон    | февраль 2010    | 3 марта 2022 (США)                                                 |
| RT UK         | английский                 |                                | Лондон       | 30 октября 2014 | 18 марта 2022 (Британия)                                           |
| RTД           | английский, русский, хинди | RTDoc, RT Documentary          | Москва       | 23 июня 2011    | 2 марта 2022 (ЕС)                                                  |

9 октября 2014 года в ходе телемоста между Москвой и Буэнос-Айресом президенты России (Владимир Путин) и Аргентины (Кристина Киршнер) сообщили о внесении RT в список эфирных каналов Аргентины, что сделало его единственным иностранным каналом, удостоенным этого. В 2016 году с июня (после смены президента Аргентины) по июль бесплатное вещание канала в эфирной сети приостанвливалось, но было восстановлено по взаимной договорённости между RT и властями Аргентины.
С 17 января 2017 года RT транслируют во внутренней информационной сети штаб-квартиры ООН в Нью-Йорке.
Вещание телеканалов RT America и RT UK прекращено на всех ресурсах.

### YouTube
С 2007 года сотрудники RT первыми среди российских телеканалов стали выкладывать свои репортажи на YouTube. 3 июня 2013 года RT стал первым в мире новостным телеканалом, который преодолел отметку в 1 млрд просмотров на YouTube.
К 13 октября 2016 года количество просмотров видеозаписей с англоязычного YouTube-канала RT превысило 1,8 млрд, а подписчиков — 1,9 млн; общее количество просмотров на русскоязычном YouTube-канале RT превысило 690 млн, а подписчиков — 630 тыс. Главный редактор канала RT Маргарита Симоньян назвала это мировым рекордом среди новостных каналов. На 27 мая 2012 года RT действительно обогнал CNN (5 млн зрителей), Fox News Channel (23 млн зрителей), Аль-Джазиру (и английскую (371 млн зрителей), и арабскую (190 млн зрителей) версии, вместе взятые) и Deutsche Welle (и немецкую (22 млн зрителей), и английскую версии (13 млн зрителей)). Но, например, количество просмотров у Би-би-си превысило 3,2 млрд (по данным на 12 мая 2016 г.), не считая BBC Worldwide (1 млрд зрителей). Тем не менее, 700 млн зрителей — это один из лучших результатов среди новостных каналов на YouTube. Все каналы RT в совокупности набрали более 5 млрд просмотров, оставаясь по этим показателям на первом месте среди новостных телеканалов.
В 2020 году все каналы RT на YouTube набрали более 10 млрд просмотров. RT стал первым среди телеканалов, преодолевшим эту отметку.
В 2021 году YouTube удалил канал RT DE из-за нарушения правил о ложной информации про коронавирус.
11 марта 2022 года все каналы RT заблокированы сервисом YouTube.

### Социальные сети
В сети Twitter RT ведут более 20 аккаунтов, имеющих многомиллионную аудиторию. В сети Facebook канал имеет страницу с 3,6 млн подписчиками.
Сотрудники британского журнала The Economist проанализировали деятельность RT в социальных сетях и пришли к выводу, что около 75 % «лайков» в Facebook исходит от 20 % читателей (аналогичный показатель для New York Times и «Би-би-си» составил около 60 %). Из 50 аккаунтов канала в Twitter, наиболее часто ретвитивших RT, 16 демонстрируют черты, характерные для ботов. Также, согласно исследованию журнала, около половины из этих 50 аккаунтов, которыми управляли люди, поддерживали президента США Дональда Трампа.

### Сайты
| Название      | Язык                      | Расположение | Примечание |
| ------------- | ------------------------- | ------------ | --- |
| RT на русском | русский                   | Москва       | Транслировали программы «Дикий Запад» (ведущий: Тим Керби) и «Точка отсчёта» (ведущие: Александр Гурнов, Елена Ханга). |
| RT Brasil     | бразильский португальский | Бразилиа     | |

### Другие проекты
| Название   | Язык       | Другие названия | Расположение | Примечание                                                                       |
| ---------- | ---------- | --------------- | ------------ | -------------------------------------------------------------------------------- |
| Ruptly     | английский | RUPTLY          | Берлин       | Видеоагентство                                                                   |
| ИноТВ      | русский    | InoTV           | Москва       | Перевод статей иностранных СМИ на русский язык (преимущественно статей о России) |
| RT Chinese | китайский  | RT 中国         | Москва       | Канал на YouTube, Youku и Tudou                                                  |

### Закрытые проекты
| Название  | Язык       | Другие названия | Расположение | Примечание                                   |
| --------- | ---------- | --------------- | ------------ | -------------------------------------------- |
| Freevideo | английский |                 | Москва       | Видео-портал с бесплатными видео-материалами |

## Контент

### Спецпроекты
9 апреля 2014 года на RT запустили первый в мире документальный сериал о работе корреспондентов и ведущих новостей «NewsTeam» (рус. «Ньюсрум», «Новости за кадром» (с 25-й серии)). В съёмках сериала принимали участие корреспонденты RT Егор Пискунов, Табанг Мотсей, Маргарет Хауэлл, Питер Оливер, Алексей Ярошевский, Мария Финошина, Пола Слиер, Гарри Фир, Роман Косарев, Ирина Галушко, Брисио Сеговия, Марина Косарева, Илья Петренко, Мурад Газдиев, Билл Дод.
1 апреля 2016 года на канале RT запустили панорамные видео в новостях при помощи собственного приложения RT360. 19 ноября 2016 года сотрудники RT совместно с представителями «Роскосмоса» и РКК «Энергия» запустили проект «Космос 360» с панорамными видео из МКС. 3 октября 2017 года к 60-летию запуска в космос первого искусственного спутника Земли в рамках проекта Spacewalk сотрудники RT опубликовали первые в истории панорамные видео из открытого космоса.
Летом 2016 года к столетию Октябрьской революции на RT запустили в Twitter проект #1917LIVE, в котором рассказывают от имени исторических личностей начала XX века о событиях 1917 года в России.
15 марта 2017 года на RT запустили проект Fakecheck для опровержения лживых новостей. В проекте опровергали в основном новости западных СМИ.
С 8 апреля 2018 года сотрудники RT в сотрудничестве с государственным архивом России запустили фотопроект #Romanovs100, приуроченный к столетней годовщине расстрела царской семьи Романовых, в рамках которого были представлены редкие и уникальные фотографии Николая II и его семьи.

### Программы

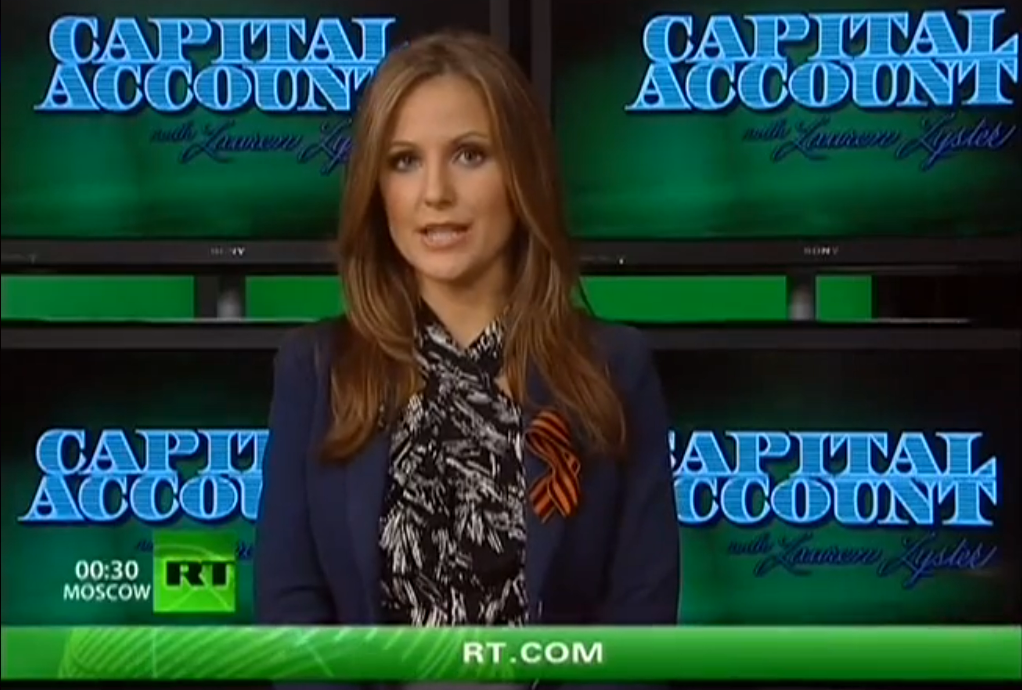
Лорен Листер ведёт программу «Capital Account»

- News — главная информационная программа.
- CrossTalk — дискуссия о главном событии дня. Ведущий — Питер Лавелль.
- Going Underground — истории из Британии, игнорируемые в других СМИ.
- Worlds Apart — авторская программа Оксаны Бойко.
- The Whistleblowers — интервью с «борцами за справедливость». Ведущий — бывший агент ЦРУ Джон Кириаку.
- 360 View — авторская программа Скотти Нелл Хьюз.
- The Cost of Everything — программа об экономике.
- The Modus Operandi — программа о глобальной внешней политике. Ведущая — Манила Чан.

### Архивные программы
- Boom Bust — ежедневный анализ аспектов финансового сектора, не получающие должного освещения в других СМИ.
- Breaking the Set — другой взгляд на мировые события с Эбби Мартин.
- In the Now — ежедневная аналитическая программа Аниссы Науэй.
- Larry King Now — интервью с Ларри Кингом на злободневные темы.
- Moscow Out (с англ. — «Прогулки по Москве») — программа, в которой рассказывают о необычных местах и явлениях Москвы.
- On the Money — программа о бизнесе, экономике и финансах в странах с развивающейся экономикой.
- Politicking — программа Ларри Кинга о политике и не только.
- Prime Time Russia — вечернее шоу о главных событиях в России.
- Russia Close-up (с англ. — «Россия крупным планом») — репортажи и прямые включения из различных городов и местностей России.
- Spotlight (с англ. — «Прожектор») — программа, в которой ведущий Александр Гурнов вместе с гостем говорит о самом заметном событии или явлении последнего времени.
- Technology Update — ежемесячная программа о самых интересных открытиях и достижениях науки.
- The Alyona Show — ток-шоу о главных событиях в Америке с Алёной Миньковской.
- The Truthseeker — эксклюзивные интервью и расследования.
- Venture Capital — программа деловых новостей.
- XL Reports — программа журналистских расследований и репортажей.
- Keiser Report — еженедельная программа об экономике. Ведущий — Макс Кайзер.
- Redacted Tonight — политическое комедийное шоу с известным комиком Ли Кэмпом, предлагающим острый сатирический взгляд на актуальные события недели.
- SophieCo — эксклюзивные интервью. Ведущая — Софико Шеварднадзе.
- The Big Picture — политические новости, дебаты, комментарии. Ведущий — Холланд Кук.
- Watching the Hawks — ежедневное политическое ток-шоу. Ведущие — Тайрел Вентура и Табета Уоллес.

### #1917LIVE
Летом 2016 года к столетию Октябрьской революции на RT запустили в Twitter проект #1917LIVE на английском языке, в котором рассказывают от имени исторических личностей начала XX века, для которых специально были созданы аккаунты, о событиях 1917 года в России. Всем аккаунтам, созданным в рамках #1917LIVE, руководство Twitter присвоило официальный статус. Записи всех аккаунтов представляли на специально созданном аккаунте вымышленного издания «Русский телеграф».

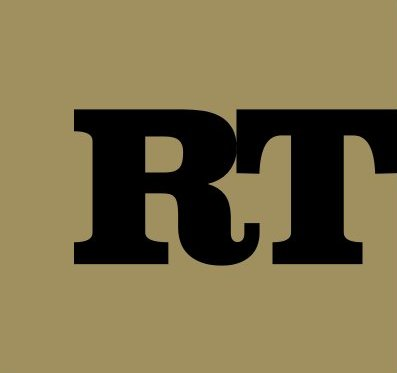
Логотип вымышленного издания Russian Telegraph, созданный специально для проекта #1917LIVE

В официальных аккаунтах проекта на сентябрь 2017 года насчитывали более 190 тыс. подписчиков. Среди них — писатель Пауло Коэльо, мэр Риги Нил Ушаков, бывший премьер-министр Швеции Карл Бильдт, члены британского и итальянского парламентов, посол Испании в России, послы Британии в Эстонии и на Украине, российская миссия в ООН, журналисты со всего мира: из Guardian, Bloomberg, Wall Street Journal, New York Times, Washington Post, Newsweek, France 24 и других СМИ, сотрудники и студенты университетов Окфсорда, Кардиффа, Джорджтауна, Загреба и других. 11 сентября 2017 года Пауло Коэльо назвал проект «одним из интереснейших экспериментов». В рамках проекта Коэльо, по предложению представителей RT, от имени Маты Хари рассказали в Twitter'е о последних днях её жизни.
Особенный интерес к проекту помимо англоязычных стран проявляли в странах Латинской Америки, Испании, Португалии, Греции, Италии, Скандинавии. По мнению академика РАН Александра Чубарьяна, интерес к проекту со стороны этих стран связан с ведущей ролью России в реализации идей социализма, который там особенно популярен:
«События 1917 года были составной частью глобального „левого поворота“ первой половины XX века, поэтому страны, где традиционно сильны левые убеждения, следят за историей русской революции особенно пристально».
2 сентября 2017 года руководство Twitter'а по жалобе МИД Великобритании временно заблокировало аккаунт @BritshEmb1917, где использовали в аватаре аккаунта герб министерства, который по законам Британии разрешено использовать только правительственным структурам.
11 апреля 2017 года руководство RT получило золотую награду за проект #1917LIVE в категории «Цифровой спец. проект». Проект 16 ноября 2017 года стал победителем премии Shorty Social Good Awards в номинации «Лучший образовательный проект» и финалистом в номинации «Лучшее присутствие в Twitter'е». 2 апреля 2018 года проект одержал победу на премии Shorty Awards в категориях «Лучший образовательный проект», «Лучшее использование хэштэга» и «Лучшее использование видео в Twitter'е», а также получил серебряную награду в номинации «Лучший повествовательный проект». Аккаунт Маты Хари, который вёл писатель Пауло Коэльо в рамках проекта, победил в категории «Партнёрство в Twitter'е: „Лучшая кампания влиятельного лица“». 16 января 2018 года проект победил на конкурсе Adweek ARC Awards в номинации «Лучшее использование медиа». 14 марта 2018 года проект получил золотую награду PromaxBDA Europe Awards в категории «Кампания телеканала в соц. медиа». 26 апреля 2018 года проект получил премию Webby Awards в зрительском голосовании People’s Voice Award в номинации «Реклама и СМИ. Лучшее использование социальных медиа». 10 мая 2018 года проект одержал победу в категории «Самое оригинальное использование Twitter'а» премии в области маркетинга Digiday Content Marketing Awards. 21 августа 2018 года интерактивная книга проекта «#1917LIVE: „Русская революция в твитах“» получила золотую награду премии Project Isaac Awards журнала Adweek в категории «Медиа: инновации в печати». Также проект — финалист премии The Drum Social Buzz Awards в номинации «Инновационное использование соц. сетей», премии Clio Entertainment в номинации «Телевидение: „Лучший тизер“», премии Epica Awards в номинациях «Медиа» и «Онлайн: „Социальные сети“» и премии Webby Awards в номинации «Реклама, СМИ и PR: „Лучшее использование социальных медиа“». 8 декабря 2017 года проект получил «серебро» на фестивале рекламы Red Apple в номинации «Лучшая промокампания в области digital-маркетинга».

## Аудитория
29 июня 2007 года представители исследовательской компании Magrarn Market Research сообщили, что доля ежемесячной аудитории RT среди абонентов «НТВ-плюс» в Москве превысила аналогичные показатели CNN и Bloomberg (16 %, 15 % и 14 % соответственно). При этом только 5 % респондентов заявили о том, что смотрят RT каждый или почти каждый день. 21 % респондентов смотрят телеканал один или два раза в неделю, а 14 % — реже, чем раз в неделю. Впереди RT — BBC World News (18 %) и с большим отрывом — Euronews (53 %).
Согласно пресс-релизу RT, в котором сослались на данные агентства Synovate, в октябре 2009 года европейская аудитория RT составила 7 млн человек, причём 12 % включают RT каждый день, 53 % отметили высокое качество программ, а 23 % вообще назвали RT любимым каналом новостей.
Согласно пресс-релизу RT, в котором сослались на данные Nielsen Media Research, в ноябре 2009 года в большом Вашингтоне RT занял первое место по аудитории в прайм-тайме среди иностранных информационных телеканалов. По мнению сотрудника телеканала RTVi Владимира Кара-Мурзы, успеху телеканала способствовала мощная рекламная кампания сотрудников RT в американской столице. Комментируя эти заявления[какие?] представителя RT, сотрудник самой компании Nielsen заявил, что данные исследования могут быть интерпретированы по-разному, поэтому «практически невозможно подтвердить или опровергнуть подобные заявления наших клиентов».
Согласно заявлению RT, по данным представителей исследовательской компании Ipsos, еженедельная аудитория RT в США по состоянию на 2016 год составляла более 8 млн человек, в Европе — более 36 млн чел., в Индии — 7 млн чел., на Ближнем Востоке и в Африке — 11 млн человек. Общая еженедельная аудитория по всему миру составляла около 70 млн человек, ежедневная — 35 млн человек. По этим показателям RT занимал в 2016 году 5 место в США среди неамериканских новостных телеканалов и 5 место в Европе среди всех новостных телеканалов. В 2017 году, согласно сведениям от сотрудников Ipsos, аудитория канала в странах из выборки 2015 года выросла на 36 %, увеличившись до 95 млн зрителей в неделю. Согласно новой выборке сотрудников Ipsos от 2017 года, общая аудитория всех каналов RT — 100 млн зрителей в неделю. В США еженедельная аудитория RT составила 11 млн зрителей, в Европе — 43 млн человек в 15 странах, в Латинской Америке — 18 млн человек, на Ближнем Востоке и в Северной Африке — 11 млн зрителей в 15 странах.
Согласно данным представителей SimilarWeb от сентября 2021 года, сайт канала — RT.com — посетили 136 млн человек. Большинство посетителей заходило на сайт из России (46 %).
По данным Alexa, сайт rt.com в 2020 году являлся 50-м по популярности сайтом в России и 371-м — в мире.
По данным британского агентства Broadcasters' Audience Research Board (BARB), недельный охват аудитории каналом RT на февраль 2017 составлял 614 тыс. чел. или 1,03 %. В конце 2019 года телеканал неожиданно решил выйти из этой системы рейтинга, к этому моменту его ежедневная аудитория составляла 69 тыс. человек со средним временем просмотра меньше минуты.
На август 2015 года охват составлял 450 тыс. чел. или 0,8 %, что меньше примерно на 100 тыс. чел. по сравнению с июнем 2012 года, когда канал вошёл в рейтинг агентства. По этому показателю RT проигрывал своему основному конкуренту — англоязычному вещанию канала Al-Jazeera, Al-Jazeera English (AJE). Если в июне 2012 RT несколько превосходил AJE по охвату, то в 2015 доля охвата RT не превысила половины таковой для AJE. К апрелю 2016 года доля RT от общего времени просмотра составляла 0,03 %.
По утверждению RT, согласно исследованию американской компании Nielsen, телеканал Russia Today в 2011 году стал самым популярным международным информационным телеканалом в пяти крупнейших городах США (в Вашингтоне, Нью-Йорке, Сан-Франциско, Лос-Анджелесе и Чикаго). В Вашингтоне ежедневная аудитория Russia Today в 13 раз превысила аудиторию немецкого Deutsche Welle, почти в 8 раз — аудиторию китайского CCTV News и почти в 4 раза — аудиторию каналов Euronews и France 24.

### Обвинения в накрутке аудитории
Расследование The Daily Beast
В сентябре 2015 года на новостном сайте The Daily Beast было опубликовано расследование, предоставленное бывшими сотрудниками РИА «Новости», в котором утверждалось, что единственным источником информации о популярности RT служит сама телевизионная компания.
Daily Beast отмечает, что несмотря на ссылку на отчет Nielsen Media Research о доминировании RT в крупнейших городах США, сам отчет так и не был опубликован, а RT практически отсутствует в рейтингах новостных телевизионных каналов в США за первый квартал 2015 года. В Daily Beast привели документы, согласно которым в Европе на RT приходится менее 0,1 % телевизионной аудитории, кроме Британии, где телеканал смотрят 0,2 % аудитории (124 тыс. зрителей в день). В США российский телеканал фактически отсутствует в рейтингах Nielsen для США за 2012 год (Nielsen ранжирует каналы с аудиторией от 18 млн домохозяйств), также RT не попадает в рейтинг американских кабельных новостных каналов, в которые Nielsen включает сети с аудиторией от 30 тыс. человек.
В Daily Beast, со ссылкой на справку РИА «Новости» от 2013 года, отметили, что за предшествующие 5 лет 81 % контента представляло собой материалы о стихийных бедствиях, в то время как политические новости получили только 4 млн просмотров, то есть менее 1 %. Также, 87 из 100 самых популярных роликов на канале RT не представляли собой оригинальную продукцию телекомпании, а взяты у западных агентств или из социальных сетей. В издании отметили, что подобные ролики не относят ко главной цели RT: «предоставлять альтернативный взгляд на главные мировые события» и озвучивать позицию России. В ответ в RT заявили, что выводы Daily Beast по статистике на YouTube основаны на данных трёхлетней давности и привели список политических новостей, которые, по их подсчётам, в сумме дают более 12 млн просмотров, не считая количества просмотров передач Джулиана Ассанжа.
Расследование ФБК
В апреле 2020 года в Фонде борьбы с коррупцией обвинили RT в накрутке количества просмотров своих видео на YouTube. По мнению ФБК, у видеороликов RT с большим количеством просмотров сравнительно мало комментариев. Особенности комментариев привели ФБК к выводу, что они закуплены на интернет-биржах. В ответ RT опубликовало ролик, где утверждается что статистика канала опровергает выводы ФБК. Как пишет радио «Свобода», ролик произвел обратный эффект, на нем можно рассмотреть внутреннюю статистику RT, которая раскрывает, как работает механизм накруток с помощью бага YouTube, когда засчитываются несуществующие просмотры. На новые обвинения вместо руководства RT ответила порноактриса Елена Беркова, не сказавшая ничего по существу обвинений.
В июне 2020 года RT подал иск о защите деловой репутации к Алексею Навальному, Любови Соболь и изданию Znak.com. Основанием для иска стало расследование ФБК о накрутке просмотров роликов телеканала в YouTube, «оскорбившее тысячи сотрудников RT». RT потребовал от каждого из ответчиков по 500 тыс. руб. и публикации решения суда о признании информации недостоверной; телеканал также потребовал запретить распространение оспариваемой информации в России.

## Сотрудники

### Уход сотрудников
Имели место случаи протестного ухода сотрудников канала, не согласных с российским видением войны в Грузии (2008) и российско-украинской войны, и обвиняющих канал в политической ангажированности.
9 августа 2008 года корреспондент Уильям Данбар ушёл с телеканала после того, как, по его словам, руководство запретило показывать репортаж об атаке российскими войсками города Гори. Однако, по словам Маргариты Симоньян, когда появилась информация о бомбардировке Гори, руководство телеканала сразу же попросило его выйти в прямой эфир.
Но сначала наш продюсер хотел узнать у Данбара, что происходит. На что Уильям сказал: «Я у вас больше не работаю, до свидания», — и положил трубку. А на следующий день он объявил всем грузинским и иностранным СМИ, что демонстративно ушёл с канала Russia Today в знак протеста против действий России. Но ещё через день наш соб. корр. дал интервью, где сказал, что ушёл с канала Russia Today не потому, что он против России, а потому, что против Russia Today, обосновывая, будто мы его не выпускали в эфир. Но мы же ему позвонили как раз для того, чтобы выдать его в эфир!

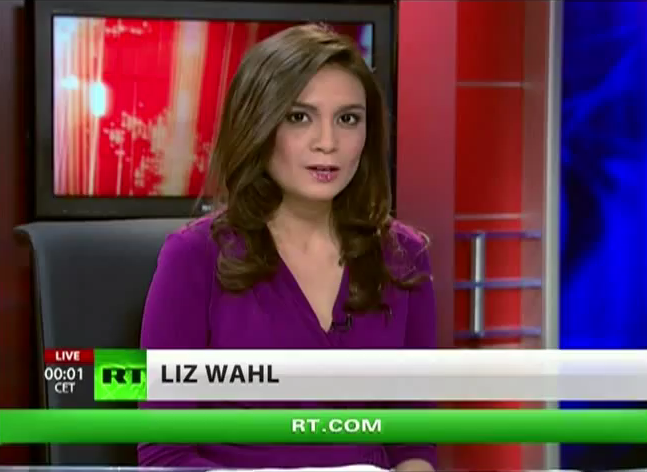
Лиз Уол ведёт программу новостей на RT America

5 марта 2014 года ведущая телеканала Лиз Уол в прямом эфире объявила об увольнении, так как не может продолжать сотрудничество с каналом, который финансируется правительством России и «обеляет действия Путина». Ведущая напомнила, что происходит из семьи, которая во времена СССР бежала из Венгрии в США, также заявив:
Я горжусь тем, что являюсь американкой, я верю в распространение правды, поэтому после этого эфира я ухожу в отставку.
 Телеканал, в свою очередь, обвинил её в саморекламе, в официальном заявлении отметив: «Когда журналист не согласен с политикой редакции, обычно он или она обращаются с этим к редактору, и если противоречия невозможно разрешить, то увольняется с работы. Но когда кто-то устраивает целое представление из своего личного решения, это просто самореклама. Мы желаем Лиз удачи в дальнейших начинаниях». По версии американского издания TruthDig, за увольнением Лиз Уол стоит вашингтонский неоконсервативный аналитический центр Foreign Policy Initiative (FPI), один из основателей которого Роберт Каган — муж Виктории Нуланд, высокопоставленного сотрудника Госдепартамента США.
18 июля 2014 года корреспондент телеканала в Лондоне Сара Фёрт подала заявление об увольнении, протестуя против ангажированного освещения телеканалом катастрофы «Боинга-777» в Донецкой области. В комментарии изданию Buzzfeed Фёрт сказала, что редакция пренебрегала фактами, возлагая вину за катастрофу на украинскую сторону. По её мнению, стиль подачи материалов RT о войне на Донбассе — «обвинять Украину или кого-то другого, только не Россию». Представители RT в ответ заявили, что за две недели до указанного случая журналистка получила предложение о работе на другом канале и накануне сообщала о своём увольнении.

В феврале 2022 года на фоне российского вторжения на Украину работавший на канале с 2017 года бывший первый министр Шотландии Алекс Салмон заявил, что прекратит вести программу «до тех пор, пока не будет восстановлен мир». В марте телекомпанию покинул Джонни Тикл, который написал:
Я был убежден, что это безумная идея, бессмысленная война, в которой нельзя победить. Многие, как и я, не любили Путина, но мы считали, что он ведет себя по-своему логично. А в этой войне никакой логики нет. Я ненавижу его, он злодей, но я был уверен, что он не может быть настолько карикатурным злодеем.
Бывший сотрудник телеканала RT в Германии, Даниэль Ланге, уволившийся со скандалом и написавший книгу о деятельности телеканала, рассказывал, что его поразило, как щедро оплачивалась работа и какие огромные деньги вкладывались в оборудование студий.

## Материально-техническое обеспечение

### Студийный комплекс

Студийный комплекс RT на Боровой улице в Москве

С 16 декабря 2012 года сотрудники канала RT стали вещать из нового студийного комплекса в Москве, построенного за 16 месяцев работниками компании «Окно-ТВ», выступившими генеральным подрядчиком проекта. Субподрядчиком выступили руководители «АНТ-сеть». Канал работает на системе контроля сетевой инфраструктуры Nexans LANsense. В здании 6 студий, аппаратное обеспечение осуществляют от компании Dalet. На основном англоязычном канале RT используют роботизированную съёмку в студии с помощью роботизированных пьедесталов от компании Shotoku. Съёмку в арабской и испанской студиях ведут операторы традиционным способом. Новостные сюжеты монтируют на базе программного обеспечения Adobe Premiere Pro, программы и документальные фильмы — на базе Avid. В студиях используют видео-стены Vtron Video Wall и Christie MicroTiles. Сотрудники виртуальной студии работают на базе Vizrt. Обслуживание данных с интернет-проектов осуществляют на оборудовании Telehouse Caravan. Защиту от DDoS-атак обеспечивают работники «Лаборатории Касперского».

### Финансирование
RT финансируют из федерального бюджета РФ. В 2005—2006 годах руководство телеканала получало оттуда по 30 млн $ ежегодно, в 2007 году — 2,4 млрд рублей, в 2008 году — 3,6 млрд рублей (более 100 млн $), в 2009 году планировалось выделить такую же сумму. В 2011—2013 годах на поддержку телеканала было выделено 6,483 млрд рублей.
В проекте федерального бюджета РФ на 2013 год на финансирование RT отводили уже 11,2 млрд рублей, при этом президент Владимир Владимирович Путин распорядился не сокращать финансирование каналу. На 2014 год в российском бюджете на функционирование RT было заложено 11,87 млрд рублей (445 млн $ при курсе 30,5 рублей за доллар США), а в 2015 году — 15,38 млрд рублей (236 млн $ при курсе 65 рублей за доллар), в 2016 году — 13,7 млрд рублей, в 2017 — 18,74 млрд рублей. По данным «Би-би-си», в связи с падением курса рубля, госбюджетные расходы на канал в 2015 году были увеличены до 20,8 млрд рублей. В 2020 году запланировали выделить 23 млрд рублей, в 2021 году 18,5 млрд рублей. В 2022 году канал получит от государства около 29 миллиардов рублей. За 2022—2024 годы на финансирование RT правительство планирует выделить 82 млрд рублей.
Траты телеканала засекречены. По заявлению главного редактора Маргариты Симоньян, половина бюджета RT уходит на распространение телевизионного сигнала. По данным собственной отчётности в министерство юстиции РФ, сотрудники управляющей каналом АНО «ТВ-новости» в 2014 году потратили 11,7 млрд рублей бюджетных средств на вещание на английском, арабском и испанском языках; ещё 48,6 млн рублей израсходовали на создание канала на французском языке. В СМИ обращали внимание, что отчёт о расходовании бюджетных средств занял всего три строчки, при этом с 2005 года это был единственный опубликованный отчёт, хотя руководители других НКО за подобные нарушения получили бы штраф.
В феврале 2016 года юристы и журналисты из объединения «Команда-29» обратились в минюст РФ с запросом о публикации отчёта руководства АНО «ТВ-новости» о расходовании бюджетных средств за 2009—2012 годы. По их мнению, руководители организации, управляющие каналом, противозаконно не раскрывают эти данные. Ориентировочный бюджет компании на 2016 год составил 250 млн долл. США.
Согласно переданным в ноябре 2017 года в минюст США документам для регистрации иностранным агентом, годовой бюджет подчиняющегося АНО «ТВ-новости» подразделения RT в США — T&R Productions LLC — составлял 670 тыс. $. Вся сумма предназначалась в качестве заработной платы единственному сотруднику американского подразделения — Михаилу Солодовникову. За август и сентябрь 2017 года руководство компании отчиталось о расходах более 6,6 млн $.
Согласно составленному в мае 2020 года отчёту минюста, на телеканале RT с 2010 года не публикуют в сети отчёт о своей деятельности, нарушая тем самым требования ФЗ «О некоммерческих организациях». При этом руководство государственного органа отказывалось штрафовать Симоньян (наказанием по статье 19.7 КоАП РФ является предупреждение или административный штраф (для граждан от 100 до 300 рублей; для должностных лиц — от 300 до 500 рублей; для юридических лиц — от 3 до 5 тыс. рублей).), ссылаясь на истечение срока давности.

## Оценки
RT регулярно критикуют в западном сообществе и в СМИ, обвиняя журналистов в необъективной подаче информации и предвзятости. Многие западные политики (в том числе официальные лица) обвиняют канал в «пророссийской и антизападной пропаганде» и выражают беспокойство ростом его популярности в своих странах. В частности, RT критиковали госсекретари США Хиллари Клинтон и Джон Керри, представитель государственного департамента США Джон Кёрби, бывший посол США в России Майкл Макфол, бывший директор ФБР Джеймс Коми, представитель США в ООН Саманта Пауэр, сенатор США Джон Маккейн, член демократической партии США Бен Кардин, премьер-министр Британии Тереза Мэй, бывший президент Украины Пётр Порошенко, президент Франции Эмманюэль Макрон, министр финансов Германии Вольфганг Шойбле, бывший министр иностранных дел Литвы Линас Антанас Линкявичюс, первый министр Шотландии Никола Стерджен, американский политический технолог Джон Подеста и другие.
В западных СМИ (в основном американских, британских и немецких) регулярно публикуют обличительные материалы о канале. В критических материалах большинства СМИ постоянно подчёркивают, что RT является «кремлёвским каналом, финансируемым из государственного бюджета», используют доводы о том, что RT охват потенциальной аудитории постоянно выдаёт за долю своей фактической аудитории. Осуждают политиков и журналистов, работающих на RT, и экспертов, дающих комментарии в эфире канала. В США их называют «полезными идиотами Кремля» или «полезными идиотами Путина». Так, осуждению подверглись: журналист Ларри Кинг, член парламента Британии Джордж Галлоуэй, бывший первый министр Шотландии Алекс Салмонд; эксперты: кандидат в президенты США Дональд Трамп, сенатор Джон Маккейн, бывший генеральный секретарь ООН Кофи Аннан, бывший советник президента США Дональда Трампа по национальной безопасности Майкл Флинн, бывший пресс-секретарь Белого дома Шон Спайсер, бывший лидер Партии независимости Соединённого Королевства Найджел Фараж, лидер лейбористов Джереми Корбин, глава МИД Британии Борис Джонсон, бывший мэр Лондона Кен Ливингстон, бывший министр финансов Греции Янис Варуфакис, лидер французской политической партии национального фронта Марин Ле Пен, бывший премьер-министр Италии Романо Проди, бывший президент Сербии Томислав Николич и другие.
По оценке специалистов в медиасфере, RT представляет собой эффективное и технологически современное средство внешнеполитической пропаганды России, средство «мягкой силы», предназначенное для улучшения имиджа России среди внешней аудитории и жёстко следующее политической линии российского государства, финансирующего его деятельность.
«Репортёры без границ» в своём докладе за 2005 год запуск вещания телеканала Russia Today называли «ещё одним шагом в деле контроля над информацией со стороны государства».
В своём исследовании Мона Эльсва и Филипп Говард из Оксфордского университета рассматривают RT как канал дезинформации на службе Кремля, использующийся как инструмент государственной оборонной политики для вмешательства в политику других государств.
Дэнни Шехтеру, входившему в штат журналистов CNN на момент его создания, создание RT напомнило создание CNN: «Eщё один телеканал, создаваемый руками молодых людей — неопытных, но полных энтузиазма и энергии». В 2010 году одной из причин успеха канала он назвал «отсутствие разнообразия в традиционных американских СМИ».
В 2009 году рядом политологов[каких?] высказывались мнения, что RT не удалось стать авторитетным источником информации среди экспертного сообщества и что телеканал не справляется с поставленной ему задачей улучшения образа России в мире, однако в том числе и результатами его деятельности можно объяснить рост положительного отношения к России в 2007 году. К тому же, по данным агентства Inter Press Service, к январю 2010 года канал Russia Today стал вторым по популярности иностранным каналом в США, следом за Би-би-си. Российский канал в 6,5 раза обогнал Аль-Джазиру, занявшую третье место.
Российский тележурналист Владимир Кара-Мурза-старший заявил, что RT — это «позорнейшее явление современного российского телевидения», добавив, что на канале «рассказывают ерунду на ломаном английском», а в его штате трудоустроены дети и родственники крупных российских государственных функционеров.

### Политики
25 апреля 2014 года в Вашингтоне на пресс-конференции по вопросам украинского кризиса госсекретарь США Джон Керри назвал канал RT «рупором пропаганды», добавив, что всё своё время канал занимается «пропагандой и искажением фактов о том, что происходит или не происходит на Украине». Главный редактор RT Маргарита Симоньян отреагировала в своём аккаунте в Twitter'е сообщением: «Удивительно, что гос. секретарю Керри в это тяжёлое и унизительное для его родины время больше не о чём переживать кроме нашего телеканала», а также заявила: «Очень сожалеем, что глава госдепартамента отказывается признавать факты, которые ему не нравятся, и позволяет себе подобные голословные обвинения. Мы планируем написать официальный запрос в гос. департамент США с просьбой указать конкретные примеры, где сотрудники RT исказили факты, и потребуем принести извинения».
 В ответ на обвинения Джона Керри в адрес RT бразильский журналист Пепе Эскобар, корреспондент Asia Times, заявил, что однобоким освещением событий страдают именно американские СМИ и их пугает альтернативная точка зрения, поэтому независимые взгляды, излагаемые в эфире RТ, политики вроде Керри объявляют пропагандой.
2 марта 2011 года государственный секретарь США Хиллари Клинтон сказала, что государственному департаменту нужны деньги на продвижение в мире американских ценностей и взглядов, так как Америка находится в состоянии информационной войны и, более того, проигрывает её ряду иностранных англоязычных телеканалов, включая RT.
Президент Украины Пётр Порошенко в интервью CNN заявил, что в США RT смотрит «достаточно большое число людей», добавив, что канал и другие российские СМИ «своей задачей видят дестабилизацию, разрушение Европы». В другом своём выступлении он пожаловался на охват аудитории RT и его участие в «гибридной войне».
В июне 2015 года во время ежегодной встречи с политическими инвесторами, участвующими в финансировании предвыборных кампаний республиканцев, Митт Ромни выступил с презентацией, посвящённой главным ошибкам президента США Барака Обамы на международной арене — в том числе в отношениях с Россией. Отвечая на вопрос, в чём заключается стратегия Владимира Путина, бывший кандидат в президенты США заявил: «Российское телевидение. В том смысле, что я включаю здесь [в США] телевизор, а там RT!».

### СМИ
Осенью 2010 года глава совета управляющих по телерадиовещанию США Уолтер Айзексон на 60-летии радио Свободная Европа заявил, что RT является одним из врагов Америки. Он заявил, что американское правительство должно выделять больше денег совету, годовой бюджет которого в настоящее время превышает 700 млн долларов, в связи с появлением мощных англоязычных круглосуточных телеканалов у вражеских стран. В числе этих каналов был назван и Russia Today.
По мнению немецкой газеты Tagesspiegel, канал RT является успешным воплощением намерения Москвы создать противовес CNN и Би-би-си, а также представляет собой на сегодняшний день наряду с экспортом энергоносителей и военной техники наиболее эффективный инструмент внешней политики России.

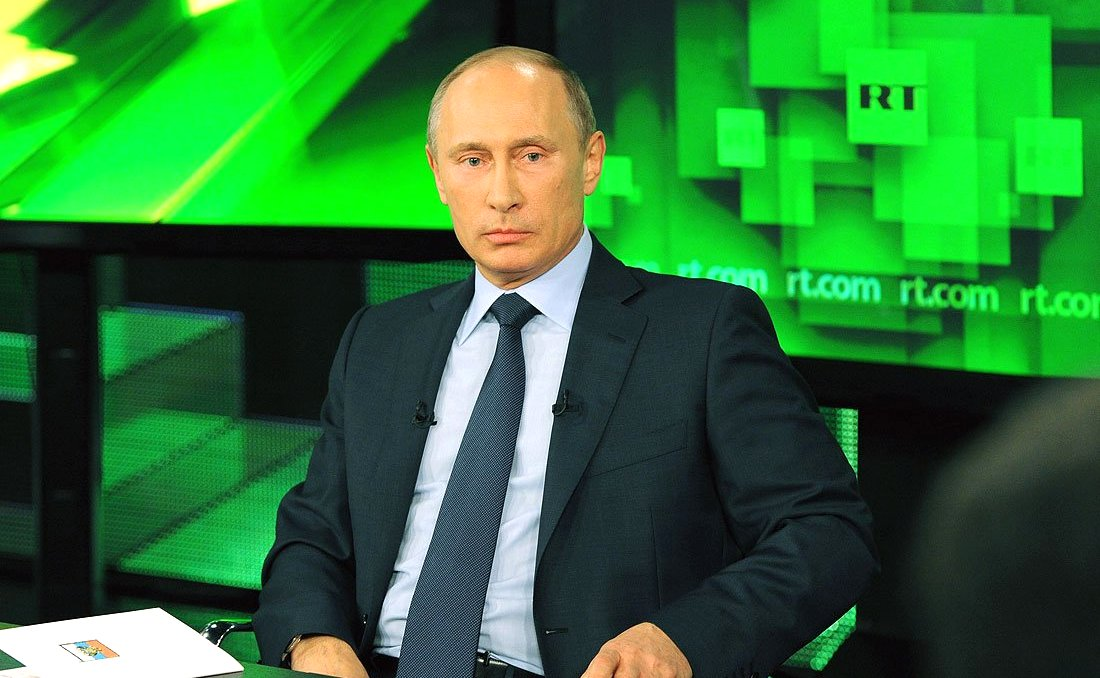
Владимир Путин в студии RT

Британский политический блогер Эдмунд Стэндинг заявил, что во время интервью лидера британской национальной партии Ника Гриффина на RT ни разу не упомянули ни о том, что БНП не представлена в парламенте, ни о том, что БНП является представителем крайне правого направления британской политики.
19 декабря 2009 года в эфире Fox News Channel ведущий Билл О’Рейли обвинил корреспондента RT Анастасию Чуркину в непрофессионализме и незнании английского языка.
В октябре 2015 года в программе американского подразделения RT «The Resident» выпустили сюжет, согласно которому в предвыборной кампании Хиллари Клинтон замешаны иллюминаты. В издании Tablet охарактеризовали весь сюжет как «причудливую антисемитскую теорию заговора». Через несколько часов после того, как на сюжет обратили внимание журналисты, он был удалён с официального канала RT America.
По данным издания Meduza, 7 октября 2017 года, в день рождения президента РФ Владимира Путина, в агентстве Ruptly выпустили видео-ролик о включении в меню нью-йоркского ресторана бургера, весящего 1952 грамма (год его рождения), «Путинбургера», названного двумя сотрудницами заведения «выдающимся политиком и исторической личностью». Позже проект «Лапшеснималочная» связался с официальным представителем ресторана, который опроверг создание и продажу путинбургера, в дальнейшем одна из выше указанных сотрудниц ресторана была уволена. Вскоре на RT удалили видеоролик, в то время как публикация на эту тему информационного агентства ТАСС оставалась цела и невредима.

### Критика освещения военных конфликтов

#### Арабо-израильский конфликт
14 мая 2014 года от центра Симона Визенталя обвинили RT в антисемитизме, выразив недовольство трансляцией на канале сатирической программы «Juice Rap News». В одном из выпусков программы ведущий читал рэп о палестино-израильском конфликте, директор организации Шимон Самуэльс отправил Маргарите Симоньян письмо, в котором выразил возмущение тем, что в программе Израиль огульно обвинили в геноциде и этнических чистках. Самуэльс потребовал публичных извинений за подстрекательство и оскорбления еврейского народа, и увольнения тех, кто ответствен за трансляцию передачи. Он предупредил, что задействует официальные структуры, если не последует реакции от телеканала. Симоньян сообщила для «Интерфакса»: «Никаких писем, звонков или запроса от центра мы не получали. Как только получим, будем разбираться». Позднее в СМИ сообщили, что руководство RT отвергает обвинения, так как канал не имеет отношения к производству программы, и что в программе, производимой в Австралии, высмеивают многие другие страны, в том числе США и Россию, а ведущий программы Норман Филькеншетейн по национальности еврей, родители которого прошли через концлагеря, а родственники были уничтожены фашистами. Всё это, как утверждалось представителями телеканала, свидетельствует об отсутствии в программе антисемитизма. В руководстве отметили, что и на самом канале работают представители множеств национальностей, предки которых, в том числе и главного редактора, были подвергнуты репрессиям и геноциду, поэтому представитель телеканала RT назвал публичные обвинения в антисемитизме оскорбительными, абсолютно беспочвенными и порочащими репутацию телеканала, и, в свою очередь, потребовал извинений от центра Симона Визенталя.

#### События на Украине
Представитель Украинской народной партии Степан Хмара заявил, что трансляция в ноябре 2007 года в эфире RT фильма об истории украинского национализма являлась «спланированной широкомасштабной операцией по дискредитации Украины в России и в мире с одновременным запугиванием украинцев, что проживают в Российской Федерации», а в качестве причины назвал «приближение парламентских выборов в России».
В ходе аннексии Крыма Россией старший редактор The New Republic Юлия Йоффе отметила, что на канале RT, активно освещавшем антивоенные демонстрации по всему миру, в частности, против вмешательства в гражданскую войну в Сирии, никак не упомянули об антивоенных демонстрациях 2 марта в Москве и Санкт-Петербурге, участники которого были разогнаны полицией и ОМОНом, а число задержанных достигло 350 человек. В то же время на телеканале не забыли упомянуть о тысячах, участвовавших в митинге в поддержу действий российских властей (цель которого журналисты охарактеризовали как «поддержку русскоязычных на Украине»). По мнению Йоффе, действия телеканала посвящены единственной цели — поддерживать своими силами советскую тактику.
После сбития пророссийскими сепаратистами Boeing 777 в Донецкой области (2014 г.) на телеканале первые заявили о возможной причастности украинских военных к катастрофе, ссылаясь на сообщение в Twitter'е испанского диспетчера Карлоса, который якобы работал в киевском аэропорту Борисполь. В гос. компании «Украэрорух» опровергли существование такого сотрудника, наём которого к тому же был бы запрещён законом (из-за отсутствия украинского гражданства). Позже твиттер-аккаунт «Карлоса» (@spainbuca) был заблокирован, и никому из журналистов не удалось с ним связаться (позже он был переименован в Людмилу Лопатышкину, занимавшуюся ретвитом российских провластных аккаунтов), при этом впервые испанский диспетчер появился в информационном поле именно на сайте Russia Today 9 мая 2014 г., где на фоне фотографии с закрытым лицом рассказывали, как диспетчеру-иностранцу угрожают в Киеве за его антиукраинскую позицию. В дальнейшем представители РФ официально требовали изучить заявления «испанского диспетчера» о самолётах, замеченных рядом с «Боингом». В 2015 году президент РФ Владимир Путин в ходе беседы с режиссёром Оливером Стоуном для фильма «Интервью с Путиным» говорил, что «один из украинских авиадиспетчеров, по-моему, он специалист испанского происхождения, объявил, что видел в коридоре гражданского самолёта боевую машину. Никакой другой боевой машины, кроме украинской, там быть не могло».
В марте 2018 года радио Свободная Европа совместно с румынской расследовательской группой RISE Project сообщили, что человек, выдававший себя за диспетчера Карлоса, на самом деле является ранее судимым в Испании и арестованным в Румынии по делу о мошенничестве Хосе Карлосом Барриосом Санчесом. В расследовании утверждали, что Хосе Карлос никогда не был на территории Украины и не работал авиадиспетчером. Якобы за свой твит о том, что рядом с Боингом перед крушением пролетели военные самолёты, он получил $48000 от RT. В компании RT выплату денег отрицали.

#### Война в Сирии
Между представителями госдепартамента США и журналисткой RT Гаяне Чичакян, регулярно присутствовавшей на брифингах департамента и задававшей вопросы спикеру, часто происходят словесные конфликты. 16 ноября 2016 года представитель государственного департамента Джон Кёрби резко высказался после просьбы Гаяне Чичакян уточнить, от кого именно США получили информацию о том, что ВКС РФ, как заявил Кёрби, нанесли удары по пяти больницам в сирийском городе Алеппо, а также попросила назвать точные названия больниц. Он переадресовал вопрос Чичакян в министерство обороны России и публично отказался ставить канал RT в один ряд с другими СМИ на том основании, что он государственный. За журналистку заступился корреспондент Associated Press Мэтью Ли, назвав её вопрос корректным и заявив о неприемлемости переадресации вопроса к иностранному ведомству со стороны представителя гос. департамента США. Гаяне Чичакян тот же час покинула зал. Один из представителей гос. департамента догнал журналистку и выразил сожаление. Высказывания Джона Кёрби осудили в МИД России — его представитель Мария Захарова назвала случай вопиющим, а Сергей Лавров — неприемлемым и не отражающим провозглашённые американские ценности.

#### Российское вторжение на Украину
Как отмечала британская газета «The Guardian», российское вторжение на Украину в 2022 году телеканал преподносил как «специальную военную операцию», направленную на «освобождение» украинских территорий для поддерживаемых Россией самопровозглашённых ДНР и ЛНР с целью «защитить Донбасс» перед лицом якобы украинской агрессии.
Как обнаружило издание «Важные истории» в марте 2025 года, после попадания под санкции и начало блокировок каналов на YouTube, RT стал выпускать ориентированный на западного зрителя контент через «независимых видеоблогеров», которые публиковали старые видео телеканала под видом собственных, выступали в поддержку войны в Украине, критиковали политику западных властей и активно призывали иностранцев переезжать в Россию. Среди «независимых видеоблогеров» оказались: зарегистрированный 31 марта 2022 YouTube-канал «Real Reporter» действующего сотрудника RT Константина Рожкова, YouTube-канал «Russian Road» (члены команды проекта — сотрудники RT Артем Воробей и Павел Байдиков), посвящённый Германии и ориентированный на русскоязычных эмигрантов канал «Папочка канцлера» (некоторые его ведущие, согласно полученным «Важными историями» данным о доходах, получают зарплату от телеканала).

### Освещение событий в России
По итогам состоявшегося в Москве митинга за свободный интернет на русскоязычном сайте RT вышел материал под авторством Романа Тихонова, Ирины Таран и Анны Лушниковой, обвинявших организаторов в недопуске их на сам митинг. В реальности сотрудники RT и их коллеги из Life.ru и Первого канала не были допущены в пресс-зону для аккредитованных журналистов и на сцену из-за репутации их изданий. В выше указанном материале привлечённый руководством RT в качестве эксперта адвокат и преподаватель РАНХиГС Андрей Некрасов назвал произошедшее событие нарушением 144 статьи УК РФ — «Воспрепятствование законной профессиональной деятельности журналистов» (под действия которого поступок организаторов митинга никак не подпадал).
В июне 2018 года по редакционному заданию для расследования обстоятельств Пензенского дела журналисты пытались общаться с находящимися под стражей его фигурантами. Адвокат Олег Зайцев сообщал о попытках сотрудников ФСИН склонить Пчелинцева и Шакурского дать интервью для данного СМИ. Ни до данного инцидента, ни после него, на сайте RT данный процесс не упоминали, в то же время его пресс-служба следующим образом отреагировала на обвинения в свой адрес: «Никакого принуждения к интервью со стороны телеканала RT не было. Также обращаем внимание „оппозиционных“ СМИ, что стоит уже определиться с позицией: вы возмущены тем, что RT ничего не делает по расследованиям возможных пыток в тюрьмах, или тем, что делает?».
В мае 2020 года телеканал дважды за один день обвинил другие российские СМИ в публикации «фейковой» новости о выходе России на второе место по числу заболевших коронавирусом в мире, при этом опубликовав на собственном сайте аналогичную новость.

## Жалобы и ограничения деятельности
По решению Совета Европы 2 марта 2022 года вещание RT на территории ЕС было запрещено, интернет-сайт RT был там заблокирован. YouTube заблокировал канал RT, Apple удалил приложение RT из своего App Store, однако сайт RT в США не заблокирован.

### В США
В январе 2010 года американские аэропорты сочли неполиткорректными рекламные плакаты RT и отказали в их размещении.
В апреле 2014 года стало известно, что власти США предъявили обвинения в налоговом мошенничестве владельцу телекомпании RTTV America Алексею Язловскому, который указывал ложные сведения в личных и корпоративных налоговых декларациях, попытавшись скрыть доходы на сумму в 2,6 млн долларов. Вследствие посчитали, что российский предприниматель является фактическим владельцем американского подразделения российского телеканала RT, ибо в налоговых декларациях компаний указан один и тот же адрес, а отделения RTTV в Вашингтоне, Нью-Йорке, Майами и Лос-Анджелесе в качестве юридического адреса указывали офисы региональных бюро российского гос. канала. По словам Маргариты Симоньян, её телеканал разрывает контракт с RTTV America, поскольку канал несёт репутационные потери.

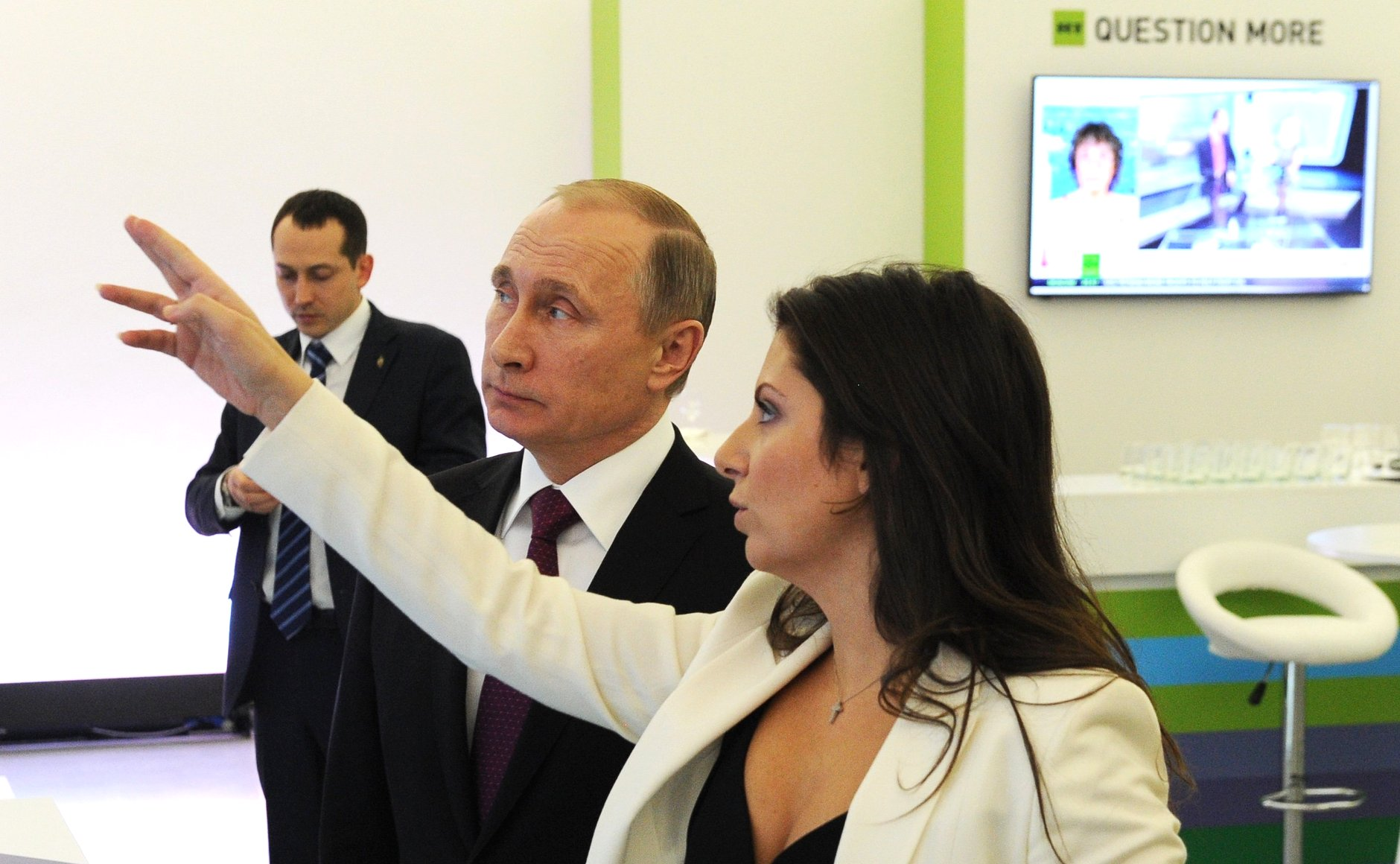
Фотография, использованная в докладе ЦРУ для иллюстрации

7 января 2017 года в ЦРУ США опубликовали доклад, в котором утверждалось, что на выборы в США этого же года, в ходе которых Дональд Трамп одержал победу, оказали влияние «русские хакеры». В этом докладе были упомянуты телеканал RT и агентство Sputnik. В докладе они были названы «пропагандистской машиной». Так, канал RT обвиняли в открытых симпатиях к Дональду Трампу и антипатии к Хиллари Клинтон во время президентской кампании. Канал обвинили в том, что в сотрудничестве с Джулианом Ассанжем его сотрудники пытались оказать влияние на исход выборов при помощи репортажей, в которых выражали предположение, что у WikiLeaks могли быть данные, очерняющие репутацию Хиллари Клинтон. Также канал был обвинён в использовании данных из электронной почты Хиллари Клинтон, взломанной хакерами WikiLeaks, в попытках подорвать доверие американцев к избирательной системе США во время президентских выборов 2012 года, в обвинениях Грузии во время войны в Грузии в 2008 году. Канал RT America был обвинён в активизации антиамериканских репортажей во время выборов 2012 года и в распространении призывов протестующих, звавших американский народ «вернуть себе правительство». Канал RT был раскритикован за поддержку движения «захвати Уолл-стрит», акцентирование на новостях о насилии со стороны полиции, об использовании беспилотников, об американской экономической системе, о фрекинге. Была раскритикована главный редактор RT Маргарита Симоньян за связи с заместителем главы администрации президента России Алексеем Громовым, за ряд высказываний в разных интервью и в Twitterе, в которых она называла RT «альтернативным источником информации», а также прямо или косвенно признавала, что канал создан с целью «влияния на умы» иностранной аудитории. Каналу вменяли наличие бывших политиков и детей нынешних политиков в рядах сотрудников RT. Главный редактор RT Маргарита Симоньян отреагировала следующим сообщением:
«Дорогое ЦРУ! То, что вы тут понаписали, полный незачёт. Тема не раскрыта, источники не названы, разведданные устаревшие и/или неверные, реферат оформлен ученически. У нас в разведшколе вас бы розгами высекли за такую халтуру. А это, между прочим, больно».
Далее Симоньян посоветовала сотрудникам ЦРУ аккуратнее подходить к оформлению доклада и тщательнее проверять факты, перечислив неточности и упущенные нюансы в докладе.
В июне 2017 года в конгрессе США начали расследование связей президента США Дональда Трампа с Российским фондом прямых инвестиций. 8 сентября член палаты представителей конгресса США Дэвид Сисиллине на мероприятии в Атлантическом совете в Вашингтоне, приуроченном к публикации доклада Елены Постниковой «Агент влияния. Должен ли RT зарегистрироваться как иностранный агент?», предложил признать RT иностранным агентом. 29 сентября представители Twitter 'а выступили на закрытых слушаниях в комитете по разведке сената США, в котором утверждали, что в 2016 году представители RT потратили на рекламу своих новостных сюжетов более 274 тыс. долларов через свои два англоязычные и один испаноязычный аккаунт. 26 октября 2017 года в Twitter'е заблокировали рекламу аккаунтов RT и Sputnik на основании проводимых в конгрессе расследований. 30 октября в Google в отчётном докладе сообщили о том, что в ходе проведённого в компании расследования не было найдено доказательств манипуляций платформой или нарушения политики сервиса со стороны RT.
28 сентября 2017 года руководство министерства юстиции США обязало компанию T&R Productions LLC, которая занимается обслуживанием телеканала RT America в США, зарегистрироваться в качестве иностранного агента в рамках «Закона о регистрации иностранных агентов», обязывающего предоставлять информацию об источниках финансирования, составе руководства, копии всех печатных, электронных и видео-материалов. Руководство телеканала посчитало требование ущемлением свободы слова. 9 октября от министерства юстиции России направили американским «Голосу Америки», «Радио Свобода» и его проектам в России письмо с предупреждением о возможном ограничении их деятельности, ссылаясь на федеральный закон «О средствах массовой информации», предусматривающий возможность ответных мер при ограничении деятельности российских СМИ за рубежом.
13 ноября 2017 года представители RT зарегистрировали канал в США в качестве иностранного агента. 25 ноября 2017 года в России в качестве ответной меры была принята поправка к закону о некоммерческих организациях, расширяющая действие закона на СМИ. 30 ноября 2017 года руководство исполнительного комитета галереи корреспондентов радио и телевидения конгресса США лишило RT аккредитации на Капитолийском холме на основании признания канала в США иностранным агентом. 5 декабря в министерстве юстиции России признали иностранными агентами американские «Голос Америки», «Радио „Свобода“», совместный телеканал двух радио — «Настоящее время», и ещё шесть проектов, относящихся к «Радио „Свобода“». 12 декабря в министерстве юстиции США зарегистрировали в качестве иностранного агента компанию RTTV America, сотрудничавшую с RT America до 31 июля 2014 года и с АНО «ТВ-новости» до августа 2018 года.
В комитете защиты журналистов осудили признание RT America в США иностранным агентом, назвав требование к регистрации «плохой идеей». В международной федерации журналистов осудили решение исполнительного комитета галереи корреспондентов радио и телевидения конгресса США лишить RT аккредитации на Капитолийском холме, назвав его «скрытой цензурой». В ОБСЕ заявили, что «лишение RT аккредитации в конгрессе США показывает, что регистрация СМИ в качестве иностранных агентов имеет прямое влияние на свободу СМИ». В либертарианской партии США призвали прекратить преследование RT, а обвинение канала во вмешательстве в выборы назвали надуманным предлогом для того, чтобы редакционные точки зрения не были услышаны. В ООН заявили, что использование закона об иностранных агентах в США против RT и Sputnik'а «подрывает доверие к иностранной прессе».
Со 2 февраля 2018 года видео телеканалов с государственным финансированием помечались на YouTube специальным сообщением «профинансирован целиком или отчасти правительством» с указанием названия канала и государства. Одним из первых таким сообщением был помечен канал RT.
В феврале 2018 года руководство Пентагона запретило трансляцию RT в тюрьме Гуантанамо.
29 марта 2018 года американская компания-провайдер Commonwealth Public Broadcasting Corporation прекратила эфирное и кабельное вещание канала RT в Вашингтоне в числе других десяти зарубежных каналов в своей сетке.
1 октября 2018 года руководители американских вещательных сетей Spectrum и Comcast Chicago исключили RT из сетки вещания: первая — в связи с «нецелесообразностью распространения телесигнала в эру интернета», вторая сослалась на поправку Джона Маккейна к закону о полномочиях в области национальной обороны США, которая позволяет дистрибьюторам в одностороннем порядке без объяснения причин отказаться транслировать контент, контролируемый или финансируемый российским правительством.
К 2024 году в американский санкционный список были внесены следующие сотрудники Russia Today:
- Маргарита Симоньян, главный редактор RT.
- Елизавета Бродская, заместитель главного редактора RT, отвечающая за контакты с российскими чиновниками.
- Антон Анисимов, заместитель главного редактора RT.
- Андрей Кияшко, заместитель директора RT по англоязычному информационному вещанию.
- Константин Калашников, менеджер проектов цифровых медиа RT, работавший с Кияшко в начале 2022 года.
- Елена Афанасьева, сотрудница отдела цифровых медиа RT, подотчётная Калашникову[уточнить].

#### Tenet Media
4 сентября 2024 года Министерство юстиции США предъявило федеральные обвинения двум гражданам России за их предполагаемую связь с правой медиакомпанией Tenet Media (в публичном обвинительном заключении компания упоминалась только как «Компания-1», но её описание позволило сотруднику Bellingcat идентифицировать её как Tenet). Согласно скупому на детали заключению, оба обвиняемых россиян являлись сотрудниками российской государственной медиакомпании RT. Им были предъявлены обвинения в отсутствии регистрации в качестве иностранного агента и вероятном переводе около 10 миллионов долларов в Tenet с целью «распространения контента на американскую аудиторию со скрытыми посылами от российского правительства».

### В Великобритании
В марте 2014 года в программе RT Truthseeker («Правдоискатель») обвинили сотрудников BBC в инсценировке химической атаки в Сирии и монтаже интервью, следствием которого стало «масштабное общественное расследование, которое пришло к чрезвычайно тревожным выводам». Как установили в британском медиа-регуляторе Ofcom, им оказались три письма с жалобами в адрес BBC от Роберта Стюарта, заявлявшего об использовании фальшивых кадров, которые были опровергнуты и отклонены с подробным объяснением причин до выхода программы RT. После разбирательства по жалобе BBC в Ofcom'е пришли к выводу, что элементы программы RT Truthseeker «фактически вводили в заблуждение», и что BBC стала «предметом несправедливого отношения со стороны программы RT Truthseeker», поскольку сотрудники Truthseeker'а не предоставили для BBC возможности ответить на обвинения до выхода программы в эфир. В Ofcom'е также отметили, что принципы вещания были «серьёзно нарушены» и в других выпусках программы RT Truthseeker. В ответ на заключение представителя Ofcom'а главный редактор RT Маргарита Симоньян заявила, что «шокирована и разочарована» этим решением.
В конце июля 2014 года в британском медиа-регуляторе Ofcom начали расследование поступивших от зрителей жалоб по поводу предвзятого освещения крушения «Боинга» телеканалом Russia Today. В организации сообщили, что в отношении вещателя поступили четыре жалобы, связанные с репортажами о сбитом самолёте, три из которых были связаны с предвзятостью телеканала и одна с видеосъёмкой жертв катастрофы. Представители телеканала с обвинениями не согласились.
В сентябре 2015 года в британском медиа-регуляторе Ofcom сообщили, что телеканал нарушил правила вещания 14 раз за последние десять лет, а в трёх программах в марте и июле 2014 года были выявлены «значительные недостатки»: отсутствие второй точки зрения/её недостаточное использование, подача искажённого представления и отсутствие объективности. Материалы касались гражданской войны в Сирии и войны на Донбассе (в последнем случае на телеканале рассказывали о распятых украинскими военными детях).
В британской газете Times в статье, озаглавленной «Мы должны обрушиться на машину лжи Путина», назвали канал «хитроумной штуковиной, состоящей из дыма, зеркал и беспощадного лицемерия» и призвали правительственный регулирующий орган Ofcom принять по отношению к RT самые строгие меры.
17 октября 2016 года Маргарита Симоньян заявляла об уведомлении руководством банка National Westminster Bank о будущей блокировке счетов британского подразделения RT, позже заявив о решении коммерческого учреждения закрыть счета через два месяца (в тот же день её слова были опровергнуты в The Royal Bank of Scotland Group). На сайте телеканала была вывешена копия уведомления банка, часть информации на ней скрыта, а адресат — закрашен. Как заявили позже представители банка, письмо было адресовано «одному из поставщиков» телеканала — Russia Today TV UK Ltd (обеспечивают работу всех служб RT, в том числе отвечают за выплату зарплат британским сотрудникам телеканала) — в связи с озабоченностью по поводу его соответствия правилу «знай своего клиента», а счетам RT ничего не угрожало. Действие банка вызвало критику со стороны Симоньян, российских парламентариев и МИДа, заявлявших о политическом характере решения.
2 марта 2017 года в международном комитете палаты общин Великобритании опубликовали доклад о состоянии отношений Британии и России. Отдельная глава посвящена каналу RT и агентству Sputnik. В докладе призывали работников британского регулятора Ofcom «продолжать принимать меры против примеров вопиющей лжи» на канале RT и в других российских государственных СМИ, при этом в докладе подчёркивалась возможность для RT и других российских СМИ работать в Британии, которая верит в британские ценности, коими являются свобода слова и свобода прессы, в отличие от России, которая согласно докладу вводит «ограничения в отношении деятельности зарубежных и местных СМИ». Главный редактор RT Маргарита Симоньян отреагировала следующим сообщением:
«Даже после изучения RT и Sputnik под микроскопом и вызова к себе парламентарии так и не придумали, почему нас можно закрыть».
Комментируя призыв к британскому регулятору контролировать RT, Симоньян упрекнула авторов доклада в игнорировании лживых новостей со стороны представителей «мейнстримовских» СМИ.
26 июля 2019 года британский на медиарегуляторе Ofcom сообщили, что российский государственный международный телеканал RT оштрафован на 200 тыс. фунтов «за нарушения правил вещания» в Британии.
27 марта 2020 года в высоком суде Лондона отвергли иск RT к регулятору Ofcom по поводу штрафа в 200 тыс. фунтов стерлингов, наложенного в июле 2019 года «за нарушение правил вещания». В RT заявили, что планируют подавать апелляцию.
В марте 2022 года Ofcom отозвал у телеканала лицензию на вещание, аргументировав это введением властями России законов, предусматривающих уголовную ответственность за журналистские материалы, которые расходятся с позицией государства, «особенно в связи со вторжением в Украину». Решение было поддержано как консерваторами, так и лейбористами. После этого RT имело возможность публиковать предназначенные для британской аудитории материалы в интернете. За время работы в Великобритании RT столкнулся с 29 расследованиями Ofcom по конкретным нарушениям британских правил беспристрастности при освещении войны в Украине. Власти России угрожали применить аналогичные меры к британским СМИ.

### В Германии
В конце мая 2015 года несколько депутатов ландтага Тюрингии потребовали проверить немецкий телеканал salve.tv в связи с показом информационного ток-шоу телеканала RT Deutsch «Недостающая часть» (Der Fehlende Part). В августе парламентский орган надзора за СМИ (TLM) признал безосновательными претензии депутатов.

### Во Франции
В июле Суд Европейского союза в Люксембурге отклонил апелляцию российского телеканала RT France на принятое в марте решение запретить его вещание «из-за систематического распространения дезинформации». В обнародованном 27 июля решении суда подчёркивается, что сложившиеся обстоятельства были достаточными для принятия ЕС тех мер, которые он принял, и что эти меры «не ограничивают несоразмерно свободу RT France на его деятельность». Пресс-секретарь российского президента Дмитрий Песков заявлял о будущих ответных мерах.

### В Австралии
В июле 2018 года Австралийская федеральная полиция начала проверку в отношении RT на предмет его деятельности в качестве иностранного агента.

### В Прибалтике
30 июня 2020 года Латвийский Национальный совет по электронным СМИ, затем 8 июля 2020 года Комиссия по радио и телевидению Литвы запретили вещание RT. Причиной запрета послужили связи телеканала с Дмитрием Киселёвым, находящимся под санкциями ЕС за поддержку присоединения Крыма к России и сепаратистов ДНР и ЛНР.

### На Украине
В апреле-мае 2014 года произошло несколько случаев, когда журналистов RT не допустили на территорию Украины под предлогом, что те не могли «обосновать цель визита» (несмотря на имевшуюся аккредитацию в центральной избирательной комиссии Украины) или «не имели достаточно средств».
19 августа 2014 года канал RT наряду с другими российскими федеральными телеканалами был запрещён для трансляций на территории Украины по причине «распространения пропаганды войны».

### 2022 год
3 марта 2022 года Европейский союз прекратил трансляцию программ каналов RT и Sputnik на своей территории до той пор пока не прекратится «агрессия против Украины». В сопроводительном заявлении было заявлено, что RT и Sputnik распространяли «систематическую манипуляцию информацией и дезинформацию Кремля». К бойкоту ЕС присоединилась также Великобритания.
8 июля 2022 года, RT внесён в санкционные списки Канады как платформа дезинформации и пропаганды.

## Инциденты, связанные с RT
- 29 мая 2006 года, во время поездки всемирно известного писателя Пауло Коэльо по России, сотрудники милиции в Улан-Удэ потребовали от сопровождавшей писателя съёмочной группы RT прекратить съёмку. Милиционеры заламывали журналистам руки и угрожали открыть стрельбу на поражение в случае невыполнения их требований. Этот инцидент настолько впечатлил Коэльо, что тот принял решение не выходить из поезда до Владивостока[256].
- 8 декабря 2006 года после интервью с Андреем Луговым сотрудники МЧС России проверили студию телеканала на наличие заражения радиоактивными веществами. Таковых обнаружено не было[257].

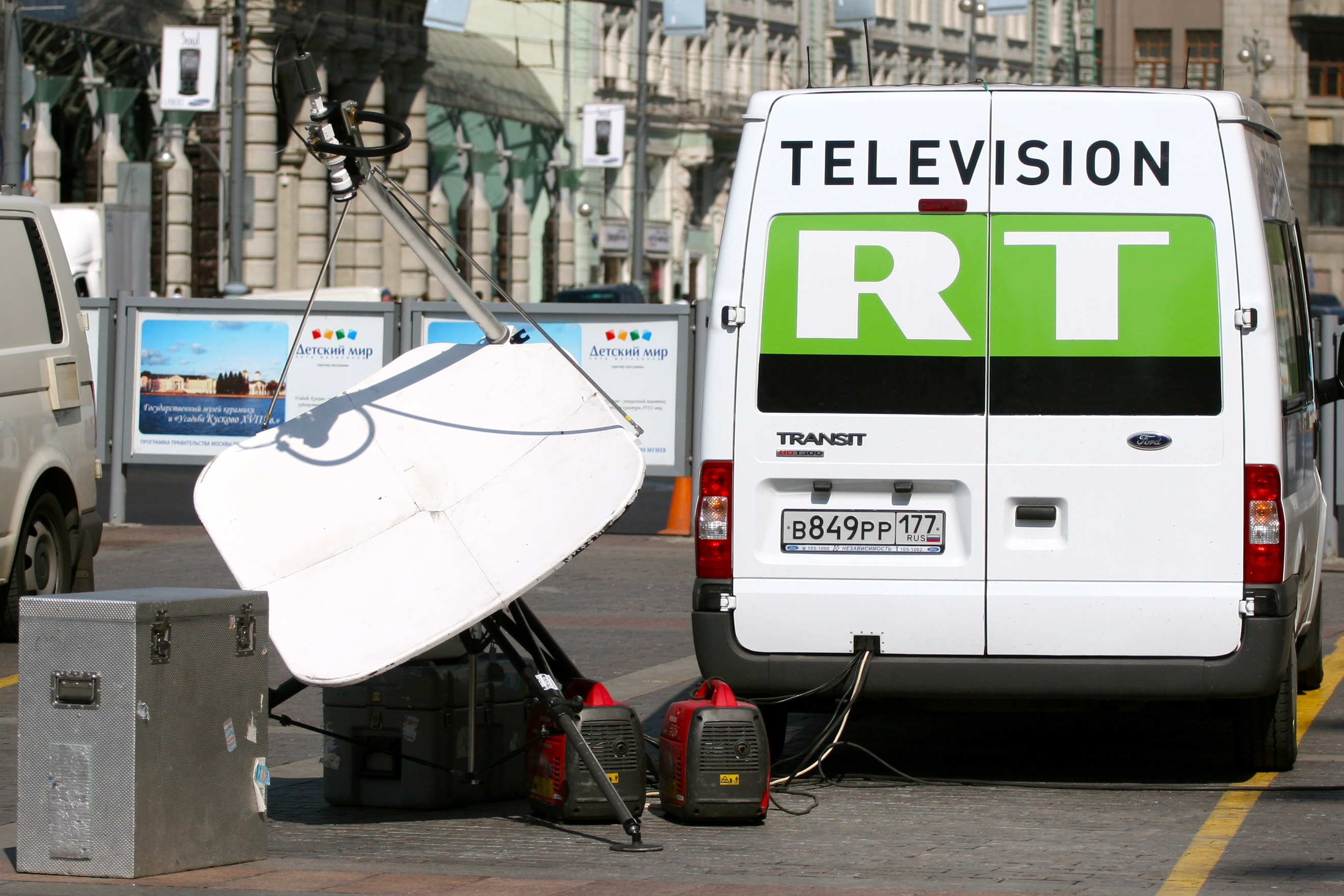
Передвижная телестанция RT

- 23 октября 2007 года съёмочной группе RT отказали во въезде в Эстонию. Журналисты планировали подготовить репортаж о неонацизме в Прибалтике[258].
- 7 ноября 2007 года в Тбилиси во время разгона демонстрации оппозиции корреспондент RT Екатерина Азарова и оператор Евгений Литовко получили газовое отравление[259]. До того у журналистов дважды отбирали камеру и отснятые материалы[260].
- 21 февраля 2008 года съёмочная группа RT пострадала во время беспорядков в Белграде: продюсер Андрей Федорцов получил удар по голове, а оператора Андрея Павлова избили во время попытки штурма посольства США[261].
- 10 августа 2008 года была предпринята DoS-атака на сайт телеканала. Как сообщили представители RT, атака велась с грузинского IP-адреса[262].
- В ночь на 2 марта 2014 года во время аннексии Крыма Россией хакеры взломали сайт RT, добавив слово «Nazi» (нацист, нацистский) к заголовкам всех англоязычных материалов. Нормальная работа сайта была восстановлена примерно через полчаса после взлома[263].
- 9 мая 2014 года в Мариуполе был тяжело ранен журналист видео-агентства RT Ruptly Фёдор Завалейков[253].
- 8 января 2022 года во время массовых протестов в Казахстане силовиками был задержан внештатный корреспондент RT Станислав Обищенко. Где именно произошло задержание и при каких обстоятельствах, не уточняется[264].
- 23 октября 2022 года поддерживающий войну с Украиной Антон Красовский, выступая на канале RT, призвал топить украинских детей, воспринимающих россиян как оккупантов. Антон Красовский с 2020 года возглавлял вещание телеканала RT на русском языке и вёл программу «Антонимы». На следующий день главный редактор телеканала Маргарита Симоньян заявила о прекращении сотрудничества с Красовским[265]. Украина объявила телеканал RT призывающим к геноциду и призвала к глобальной блокировке RT[266]. Руководитель Следственного комитета РФ Александр Бастрыкин потребовал оперативно доложить ему о ситуации, «возникшей в эфире телевизионного канала» с журналистом[267].

### Комментарии
1. ↑  Здесь и далее в разделе данные на сентябрь 2016 г.
2. ↑  Сумма эквивалентна примерно $300 млн долл США по обменному курсу Центробанка РФ.
3. ↑  В 2018 году Ofcom провел расследование в отношении RT и пришел к выводу, что семь передач канала, посвященных отравлению Сергея Скрипаля, не соответствовали правилам баланса и непредвзятости. Ofcom посчитал, что в RT не были представлены разные точки зрения на это событие[246].

### Сноски
1. ↑  RT. Официальный сайт Федеральной службы по надзору в сфере связи, информационных технологий и массовых коммуникаций (Роскомнадзор) (29 января 2014). — Перечень наименований зарегистрированных СМИ. Дата обращения: 6 июня 2021. Архивировано 6 июня 2021 года.
2. ↑  RT. Официальный сайт Федеральной службы по надзору в сфере связи, информационных технологий и массовых коммуникаций (Роскомнадзор) (27 марта 2012). — Реестр лицензий на деятельность по телерадиовещанию. Дата обращения: 6 июня 2021. Архивировано 6 июня 2021 года.
3. 1 2  Около 100 млн зрителей: Еженедельная телеаудитория RT выросла более чем на треть. Дата обращения: 4 апреля 2018. Архивировано 5 апреля 2018 года.
4. ↑  Russia Today TV (RTTV). Официальный сайт Федеральной службы по надзору в сфере связи, информационных технологий и массовых коммуникаций (Роскомнадзор) (29 января 2014). — Перечень наименований зарегистрированных СМИ. Дата обращения: 6 июня 2021. Архивировано 6 июня 2021 года.
5. ↑  About. Дата обращения: 26 мая 2024. Архивировано 26 мая 2024 года.
6. ↑  EU to ban Russian state-backed channels RT and Sputnik (англ.). the Guardian (27 февраля 2022). Дата обращения: 17 марта 2022. Архивировано 17 марта 2022 года.
7. ↑  Mersiha Gadzo,David Child,Sasha Petrova,Ali Harb. Biden endorses Sweden, Finland NATO bid amid Ukraine war (англ.). www.aljazeera.com. — «RT and state-controlled outlet Sputnik have been blocked in most Western countries since Russia’s military offensive in Ukraine, accused of spreading propaganda.» Дата обращения: 18 июня 2022. Архивировано 20 июня 2022 года.
8. ↑  Маршал Маргарита Симоньян. Дата обращения: 15 июня 2018. Архивировано 16 июня 2018 года.
9. ↑  Имидж России собираются улучшить при помощи нового телеканала. Lenta.ru (6 июня 2005). Дата обращения: 25 января 2010. Архивировано 17 декабря 2010 года.
10. ↑  В России создан пропагандистский телеканал для иностранцев. Lenta.ru (7 июня 2005). Дата обращения: 25 января 2010. Архивировано 21 сентября 2010 года.
11. 1 2  RT, Sputnik и новая российская теория войны. Дата обращения: 19 сентября 2017. Архивировано 1 декабря 2017 года.
12. ↑  Телеканал «Russia Today» приступил к техническому вещанию. Lenta.ru (15 сентября 2005). Дата обращения: 25 января 2010. Архивировано 9 июня 2012 года.
13. ↑  Телеканал Russia Today вышел в эфир. Lenta.ru (10 декабря 2005). Дата обращения: 25 января 2010. Архивировано 20 декабря 2013 года.
14. ↑  Телеканал Russia Today вернулся в эфир после «хакерской атаки». Lenta.ru (12 декабря 2005). Дата обращения: 25 января 2010. Архивировано 24 ноября 2010 года.
15. ↑  Николай Ивашов. Имидж поправили. Телеканал Russia Today вернулся в эфир. Новые Известия (14 декабря 2005). Дата обращения: 25 января 2010. Архивировано из оригинала 26 августа 2011 года.
16. ↑  Андрей Ломкин. Червевещание. Сбои в работе Russia Today пошли телеканалу только на пользу. Lenta.ru (13 декабря 2005). Дата обращения: 25 января 2010. Архивировано 20 февраля 2010 года.
17. ↑  Международный скандал с прокремлёвским телеканалом Russia Today - от него требуют сменить название. NEWSru.com (1 марта 2006). Дата обращения: 25 января 2010. Архивировано 26 августа 2011 года.
18. ↑  Союз журналистов выселяют с Зубовского бульвара. Lenta.ru (16 мая 2007). Дата обращения: 25 января 2010. Архивировано 28 октября 2007 года.
19. ↑  МЧС отозвало требование закрыть Союз журналистов. Lenta.ru (21 февраля 2008). Дата обращения: 25 января 2010. Архивировано 19 декабря 2013 года.
20. ↑  Russia Today заявил о непричастности к выселению Союза журналистов. Lenta.ru (16 мая 2007). Дата обращения: 25 января 2010. Архивировано 28 октября 2007 года.
21. ↑  Телеканал Russia Today через YouTube внедряется в интернет. NEWSru.com (4 июня 2007). Дата обращения: 25 января 2010. Архивировано 26 августа 2011 года.
22. ↑  Правительство РФ приняло перечень системообразующих организаций. РБК (медиахолдинг) (25 декабря 2009). Дата обращения: 25 января 2010. Архивировано из оригинала 20 декабря 2013 года.
23. ↑  Телеканал Russia Today начал сотрудничать с CNN. Lenta.ru (11 июня 2009). Дата обращения: 25 января 2010. Архивировано 2 февраля 2010 года.
24. ↑  Алексей Николов назначен генеральным директором АНО «ТВ-Новости» (Press release). Russia Today. 6 октября 2009. Дата обращения: 25 января 2010. {{cite press release}}: |archive-url= требует |archive-date= (справка)
25. ↑  Арина Бородина, Анна Пушкарская, Ольга Гончарова, Сергей Соболев. РЕН ТВ и «Пятый канал» получат другие новости. Коммерсантъ (16 октября 2009). Дата обращения: 25 января 2010. Архивировано 10 июня 2011 года.
26. ↑  Екатерина Ловкис. РЕН ТВ намерен и дальше транслировать новости собственного производства. Deutsche Welle (18 октября 2009). Дата обращения: 25 января 2010. Архивировано 26 августа 2011 года.
27. ↑  RT начал вещание из Вашингтона (Press release). Russia Today. 15 января 2010. Архивировано из оригинала 18 января 2010. Дата обращения: 25 января 2010.
28. ↑  Телепроект Джулиана Ассанжа стартует на канале Russia Today в марте. РИА Новости (25 января 2012). Архивировано 31 мая 2012 года.
29. ↑  Владимир Путин и Кристина Киршнер запустили вещание телеканала RT на испанском языке в Аргентине. Дата обращения: 4 мая 2020. Архивировано 27 ноября 2020 года.
30. ↑  RT открыл прием заявок на премию имени погибшего в Сирии стрингера. Дата обращения: 18 апреля 2018. Архивировано 18 апреля 2018 года.
31. ↑  Государство засекретило собственников RT, «Фонда Ахмата Кадырова» и фонда «Иннопрактика», которым руководит дочь Путина. The Insider. 21 января 2021. Архивировано 21 января 2022. Дата обращения: 21 января 2022.
32. ↑  RT озвучила пропагандистский ролик о войне в Украине голосом Сергея Бодрова. Агентство. 27 ноября 2024. Архивировано 6 декабря 2024. Дата обращения: 27 ноября 2024.
33. ↑  Суд Англии запретил трём российским телеканалам судиться с Google. Радио Свобода. 22 января 2025.
34. 1 2  Le Monde Diplomatique: RT нарушил международное информационное равновесие. Дата обращения: 20 апреля 2017. Архивировано 21 апреля 2017 года.
35. ↑  El Confidencial: RT на испанском — путинская фабрика новостей, где культивируют ненависть к Западу. Дата обращения: 14 апреля 2017. Архивировано 14 апреля 2017 года.
36. ↑  Ложь на службе Кремля
37. ↑  Алексей Николов, директор Russia Today, о СМИ, ТВ и Интернете. Дата обращения: 4 мая 2020. Архивировано 26 апреля 2019 года.
38. ↑  Алексей Николов, генеральный директор канала RT: «Новости информационщик должен воспринимать, как любимого человека». Дата обращения: 18 апреля 2017. Архивировано из оригинала 18 апреля 2017 года.
39. ↑  Почему Russia Today «бьет» BBC и других в соревновании телевизионных новостей. Дата обращения: 14 апреля 2017. Архивировано 15 апреля 2017 года.
40. 1 2  Украина запретила вещание уже 14 российских каналов. Дата обращения: 4 мая 2020. Архивировано 5 августа 2020 года.
41. 1 2  В Литве запретили вещание RT. Коммерсантъ (8 июля 2020). Дата обращения: 8 июля 2020. Архивировано 10 июля 2020 года.
42. 1 2 3 4  Süddeutsche Zeitung. EU verbietet russische Staatsmedien (нем.). Süddeutsche.de. Дата обращения: 16 августа 2022. Архивировано 26 апреля 2022 года.
43. 1 2 3  Reuters (27 февраля 2022). EU tightens Russian sanctions and buys weapons for Ukraine. Reuters. Архивировано 1 марта 2022. Дата обращения: 16 августа 2022. {{cite news}}: |last= имеет универсальное имя (справка)
44. ↑  Peter Zimonjic. CRTC bans Russian state-controlled TV channels RT, RT France from Canadian airwaves. CBC News. Дата обращения: 16 августа 2022. Архивировано 1 июля 2022 года.
45. ↑  Германия запретила вещание Russia Today DE. www.kommersant.ru (2 февраля 2022). Дата обращения: 16 августа 2022. Архивировано 2 февраля 2022 года.
46. ↑  Oliver Darcy. RT America ceases productions and lays off most of its staff | CNN Business (англ.). CNN (3 марта 2022). Дата обращения: 16 августа 2022. Архивировано 7 марта 2022 года.
47. ↑  Британский регулятор Ofcom отозвал лицензию RT на вещание в Британии. Новая газета (18 марта 2022). Дата обращения: 16 августа 2022. Архивировано 16 августа 2022 года.
48. ↑  RT теснит CNN и BBC в Латинской Америке Архивная копия от 6 декабря 2014 на Wayback Machine // Известия
49. ↑  В Аргентине приостановят вещание телеканала RT. Дата обращения: 11 июня 2016. Архивировано 11 июня 2016 года.
50. ↑  RT и Аргентина договорились о продолжении вещания канала. Дата обращения: 4 мая 2020. Архивировано 26 апреля 2019 года.
51. ↑  RT войдет в официальную телесеть ООН. Дата обращения: 17 января 2017. Архивировано 18 января 2017 года.
52. 1 2  RT первым из новостных телеканалов в истории YouTube набрал миллиард просмотров. ТАСС (3 июня 2013). Дата обращения: 11 января 2020. Архивировано 24 января 2020 года.
53. ↑  RT Архивная копия от 5 мая 2016 на Wayback Machine — YouTube
54. ↑  RT на русском Архивная копия от 26 июля 2016 на Wayback Machine — YouTube
55. ↑  «Нет никакой объективности» Архивная копия от 24 мая 2012 на Wayback Machine // Ъ-Online
56. ↑  CNNInternational Архивная копия от 5 апреля 2017 на Wayback Machine — YouTube
57. ↑  FoxNewsChannel Архивная копия от 5 октября 2014 на Wayback Machine — YouTube
58. ↑  deutsche welle Архивная копия от 12 июня 2014 на Wayback Machine — YouTube
59. ↑  deutschewelleenglish Архивная копия от 10 марта 2016 на Wayback Machine — YouTube
60. ↑  BBC Архивная копия от 19 апреля 2016 на Wayback Machine — YouTube
61. ↑  BBCWorldwide Архивная копия от 6 апреля 2016 на Wayback Machine — YouTube
62. ↑  RT набрал 10 млрд просмотров на YouTube. Дата обращения: 7 июня 2020. Архивировано 7 июня 2020 года.
63. ↑  Удаленное звено. Почему канал RT столкнулся с санкциями в Германии. Радио Свобода. Дата обращения: 4 февраля 2022. Архивировано 4 февраля 2022 года.
64. ↑  YouTube заблокировал РБК, ТАСС, каналы МИА «Россия сегодня» и ВГТРК. Коммерсантъ. Дата обращения: 10 мая 2022. Архивировано 4 мая 2022 года.
65. 1 2 3  «Propaganda and social media» Архивная копия от 9 сентября 2016 на Wayback Machine, The Economist, 8.09.2016
66. ↑  RT внедряет панорамное видео в новости. Дата обращения: 18 декабря 2016. Архивировано 20 декабря 2016 года.
67. ↑  Проект «Космос 360» расскажет о жизни на борту МКС в формате видеопанорам. Дата обращения: 4 мая 2020. Архивировано 26 апреля 2019 года.
68. ↑  Первое в мире панорамное видео, снятое в открытом космосе, покажет RT. Дата обращения: 31 октября 2017. Архивировано 7 ноября 2017 года.
69. ↑  Коэльо назвал блог RT о 1917 годе одним из интереснейших экспериментов. Дата обращения: 30 октября 2017. Архивировано 7 ноября 2017 года.
70. ↑  Russia Today занялась разоблачением фейковых новостей. Дата обращения: 14 апреля 2017. Архивировано 30 декабря 2018 года.
71. ↑  Телеканал Russia Today запустил проект с опровержением фейковых новостей. Дата обращения: 14 апреля 2017. Архивировано 14 апреля 2017 года.
72. ↑  RT запускает мультимедийный фотопроект, посвященный семье Романовых. Дата обращения: 4 мая 2020. Архивировано 8 августа 2020 года.
73. ↑  Пауло Коэльо расскажет о последних днях жизни шпионки Маты Хари. Дата обращения: 31 октября 2017. Архивировано 3 ноября 2017 года.
74. ↑  Блог RT в Twitter о революции 1917 года заблокирован по требованию Британии. Дата обращения: 31 октября 2017. Архивировано 7 ноября 2017 года.
75. ↑  Фильм RT о Сирии и проект #1917LIVE получили золото New York Festivals. Дата обращения: 26 апреля 2019. Архивировано 26 апреля 2019 года.
76. ↑  RT Twitter Project Wins 'Best in Education' at Shorty Awards. Дата обращения: 17 ноября 2017. Архивировано 17 ноября 2017 года.
77. ↑  Телеканал RT получил престижную премию Adweek ARC Awards. Дата обращения: 16 января 2018. Архивировано 16 января 2018 года.
78. ↑  Телеканал RT завоевал три награды PromaxBDA Europe Awards 2018. Дата обращения: 8 августа 2018. Архивировано 9 августа 2018 года.
79. ↑  RT получил «интернет-Оскар» в зрительском голосовании за проекты в соцсетях. Дата обращения: 26 апреля 2018. Архивировано 9 августа 2018 года.
80. ↑  Проект RT #1917LIVE завоевал премию Digiday Content Marketing Awards. Дата обращения: 13 мая 2018. Архивировано 14 мая 2018 года.
81. ↑  Проект RT #1917LIVE получил золото Project Isaac Awards от журнала Adweek. Дата обращения: 21 августа 2018. Архивировано 21 августа 2018 года.
82. ↑  Проект RT #1917LIVE стал финалистом премии Shorty Social Good Awards в двух категориях. Дата обращения: 31 октября 2017. Архивировано 7 ноября 2017 года.
83. ↑  Проект RT о революции 1917 года стал финалистом премии Epica Awards. Дата обращения: 9 ноября 2017. Архивировано 9 ноября 2017 года.
84. ↑  Проект RT о революции 1917 года стал финалистом премии Webby Awards. Дата обращения: 4 апреля 2018. Архивировано 5 апреля 2018 года.
85. ↑  Проект RT о революции 1917 года взял серебро на фестивале рекламы Red Apple. Дата обращения: 9 декабря 2017. Архивировано 9 декабря 2017 года.
86. ↑  Russia Today стал популярнее CNN. «Sostav.ru» (29 июня 2007). Дата обращения: 25 января 2010. Архивировано 19 декабря 2013 года.
87. ↑  Иллюстрация к статье «Наша Russia» из выпуска журнала SmartMoney от 3 марта 2008 года (недоступная ссылка)
88. ↑  Более 7 миллионов телезрителей в 6 европейских странах смотрят телеканал RT (Press release). RT. 14 октября 2009. Архивировано 1 января 2010. Дата обращения: 25 января 2010.
89. ↑  Russia Today стал самым популярным иностранным каналом в Вашингтоне. Lenta.ru (17 ноября 2009). Дата обращения: 25 января 2010. Архивировано 19 января 2010 года.
90. ↑  Американцы призывают к скромности телеканал Russia Today. MidEast.ru (20 ноября 2009). Дата обращения: 25 января 2010. Архивировано 20 декабря 2013 года.
91. ↑  Еженедельная телеаудитория RT выросла до 100 млн человек. Дата обращения: 4 апреля 2018. Архивировано 5 апреля 2018 года.
92. ↑  Analytics Stats rt.com. Дата обращения: 19 ноября 2016. Архивировано 19 ноября 2016 года.
93. ↑  rt.com Competitive Analysis, Marketing Mix and Traffic - Alexa. alexa.com. Дата обращения: 7 июля 2020. Архивировано 6 августа 2020 года.
94. ↑  Weekly viewing summary | BARB (англ.). www.barb.co.uk. Дата обращения: 1 марта 2017. Архивировано 2 мая 2018 года.
95. 1 2 3  RT news channel in spotlight in UK over pro-Russia slant on Ukraine crisis. The Guardian. 25 февраля 2022. Архивировано 25 февраля 2022. Дата обращения: 25 февраля 2022.
96. 1 2 3  «Russia in 'information war' with West to win hearts and minds» Архивная копия от 18 сентября 2015 на Wayback Machine, BBC World Service, 16.09.2015
97. ↑  Monthly viewing summary Архивная копия от 16 мая 2016 на Wayback Machine «BARB»
98. ↑  RT стал самым популярным международным телеканалом в 5 городах США. Дата обращения: 25 июня 2016. Архивировано 13 июля 2016 года.
99. 1 2 3 4  Daily Beast: «Путинская пропаганда преувеличивает свою популярность» Архивная копия от 23 сентября 2015 на Wayback Machine // Slon.ru, 17.09.2015
100. ↑  Nielsen Npower Архивная копия от 23 сентября 2015 на Wayback Machine и Broadcasters' Audience Research Board Архивная копия от 23 сентября 2015 на Wayback Machine
101. ↑   Архивная копия от 20 сентября 2015 на Wayback Machine // The Daily Beast, 09.17.15
102. ↑  Русофобия в моде: The Daily Beast пытается повысить свой рейтинг за счёт RT Архивная копия от 2 декабря 2020 на Wayback Machine // RT, 19.09.2015
103. ↑  Урок математики для The Daily Beast: 10 самых популярных политических роликов RT на YouTube Архивная копия от 26 ноября 2020 на Wayback Machine // RT, 18.09.2015
104. ↑  RT назвал себя самым популярным новостным телеканалом на ютьюбе. ФБК обвинил его в накрутке просмотров и покупке комментариев. meduza.io. Дата обращения: 7 июня 2020. Архивировано 7 июня 2020 года.
105. ↑  RT открыл статистику просмотров YouTube в ответ на обвинения ФБК в накрутке. Дата обращения: 30 мая 2021. Архивировано 2 июня 2021 года.
106. ↑  Любовь Соболь: «Маргарита Симоньян должна быть уволена!» // Радио «Свобода», 18 апреля 2020. Дата обращения: 2 октября 2021. Архивировано 2 октября 2021 года.
107. ↑  RT подал иск к Навальному и Соболь из-за видео о накрутке просмотров. Ведомости. Дата обращения: 7 июня 2020. Архивировано 7 июня 2020 года.
108. ↑  Суд принял иск RT к ФБК и Znak.com из‑за материала про накрутки роликов телеканала. Медиазона. Дата обращения: 11 июня 2020. Архивировано 11 июня 2020 года.
109. ↑  RT потребовал по 500 тыс. рублей от Навального, Соболь и Znak.com из-за публикаций о накрутках просмотров на YouTube. meduza.io. Дата обращения: 3 июля 2020. Архивировано 4 июля 2020 года.
110. ↑  Пётр Федынский. Первая жертва войны – это всегда правда. Русская служба «Голоса Америки» (12 августа 2008). Дата обращения: 26 января 2010. Архивировано 26 августа 2011 года.
111. ↑  Александр Мельман. Маргарита Симоньян: «Я не пиар-менеджер страны». Московский комсомолец (25 сентября 2009). Дата обращения: 26 января 2010. Архивировано 26 августа 2011 года.
112. ↑  Ведущая телеканала RT в прямом эфире объявила об увольнении Архивная копия от 28 ноября 2020 на Wayback Machine. lenta.ru, 2014-03-06.
113. ↑  Телеканал RT обвинил уволившуюся в прямом эфире ведущую в саморекламе Архивная копия от 28 ноября 2020 на Wayback Machine. lenta.ru, 2014-03-06.
114. ↑  Российский телеканал не против «инакомыслия» сотрудников Архивная копия от 2 декабря 2020 на Wayback Machine. RT, 2014-03-06.
115. ↑  Max Blumenthal and Rania Khalek. How Cold War-Hungry Neocons Stage Managed RT Anchor Liz Wahl’s Resignation // Truthdig. — Mar. 19, 2014. Архивировано 11 августа 2025 года.
116. ↑  В увольнении с Russia Today нашли след Нуланд. Газета.Ру. Дата обращения: 10 апреля 2014. Архивировано 13 апреля 2014 года.
117. ↑  Журналистка уволилась с Russia Today из-за политики Архивная копия от 20 июля 2014 на Wayback Machine. Би-би-си, 2014-07-18.
118. ↑  Корреспондент Russia Today в Лондоне увольняется из-за сюжетов телеканала о крушении «Боинга-777» Архивная копия от 1 декабря 2017 на Wayback Machine.
119. ↑  Портал Newsru исказил слова уволившейся с RT журналистки. Архивная копия от 2 декабря 2020 на Wayback Machine RT
120. 1 2  "Не хочу получать от них ни рубля". Разочарование журналиста RT. Радио Свобода. Дата обращения: 31 марта 2022. Архивировано 31 марта 2022 года.
121. ↑  Путин посетит студийный комплекс телеканала Russia Today. Дата обращения: 4 мая 2020. Архивировано 25 апреля 2019 года.
122. ↑  RT’s new HD studios. Дата обращения: 16 января 2017. Архивировано из оригинала 18 января 2017 года.
123. ↑  Новый суперсовременный вещательный комплекс телеканала Russia Today (RT) работает c системой контроля сетевой инфраструктуры Nexans LANsense. Дата обращения: 16 января 2017. Архивировано 1 мая 2016 года.
124. ↑  Александр Озерский, RT: ИТ как новый источник дохода. Дата обращения: 16 января 2017. Архивировано 16 июля 2017 года.
125. ↑  Как работает Russia Today: студии, видеостены и автоматизация. Дата обращения: 16 января 2017. Архивировано 17 июля 2017 года.
126. ↑  Незаметная инфраструктура. Дата обращения: 16 января 2017. Архивировано 18 января 2017 года.
127. ↑  Иван Родин, Сергей Варшавчик. «Свобода слова» обходится все дороже. Независимая газета (5 сентября 2006). Дата обращения: 26 января 2010. Архивировано 17 июня 2011 года.
128. ↑  Россия потратит на поддержку СМИ 174 миллиарда рублей. Lenta.ru (6 августа 2010). Дата обращения: 6 августа 2010. Архивировано 8 августа 2010 года.
129. ↑  Путин спас ВГТРК и Russia Today от урезания бюджета // Lenta.ru 29.10.2012. Дата обращения: 4 мая 2020. Архивировано 22 сентября 2019 года.
130. ↑  Минкомсвязи: Финансирование RT и МИА «Россия сегодня» в валюте сократится более чем в два раза Архивная копия от 23 сентября 2015 на Wayback Machine «Ведомости», 16.01.2015
131. ↑  Бюджет телеканала RT сокращён на 10%. Дата обращения: 4 мая 2020. Архивировано 6 мая 2020 года.
132. ↑  RT увеличат бюджет на 1,22 млрд рублей. Больше, чем всем каналам вместе взятым Архивная копия от 17 ноября 2017 на Wayback Machine «Meduza», 08.12.2016
133. ↑  Финансирование СМИ из бюджета предложено увеличить на треть Архивная копия от 11 октября 2019 на Wayback Machine Interfax.ru, 26 сентября 2019
134. ↑  Государственный телеканал Russia Today получит из бюджета почти 29 млрд рублей в следующем году. Эхо Москвы. Дата обращения: 16 февраля 2022. Архивировано 16 февраля 2022 года.
135. ↑  RT остался лидером по объемам госфинансирования среди СМИ. В 2022 году канал получит почти 29 миллиардов рублей. Meduza. Дата обращения: 16 февраля 2022. Архивировано 4 февраля 2022 года.
136. ↑  RT получит самое большое финансирование из бюджета. secretmag.ru. Дата обращения: 16 февраля 2022. Архивировано 13 февраля 2022 года.
137. ↑  Ольга Павликова. Имидж России потребовал бюджетных жертв. Газета (газета) (14 апреля 2009). Дата обращения: 26 января 2010. Архивировано 15 апреля 2009 года.
138. ↑  Телеканал RT отчитался о расходах тремя строчками — Meduza. Meduza. Дата обращения: 11 января 2016. Архивировано 15 февраля 2016 года.
139. ↑  Илья Рождественский, Елизавета Сурганова. Минюст впервые раскрыл расходы управляющего телеканалом RT Архивная копия от 29 марта 2016 на Wayback Machine «РБК», 17.12.2015
140. ↑  Минюст попросили рассекретить расходы на телеканал RT. РБК. Дата обращения: 11 февраля 2016. Архивировано 11 февраля 2016 года.
141. ↑  Найдите 10 отличий: Турция сквозь призму российских и американских СМИ. Дата обращения: 28 марта 2016. Архивировано 2 апреля 2019 года.
142. ↑  RT — американскому Минюсту: мы не знаем, кто дает нам деньги в России Архивная копия от 17 ноября 2017 на Wayback Machine «Meduza», 13.11.2017
143. ↑  RT нарушает положения закона об НКО. Но Минюст отказался выписывать штраф. Znak.com. 15 мая 2020. Архивировано 21 мая 2020. Дата обращения: 15 мая 2020.
144. ↑  The Propaganda Machine. Дата обращения: 11 октября 2020. Архивировано 11 октября 2020 года.
145. ↑  «Anything that Causes Chaos»: The Organizational Behavior of Russia Today (RT) Архивная копия от 1 ноября 2020 на Wayback Machine «RT (formerly, Russia Today) is one of the most important organizations in the global political economy of disinformation. … Our data show that RT is an opportunist channel that is used as an instrument of state defense policy to meddle in the politics of other states.»
146. ↑  What We Know about RT (Russia Today) Архивная копия от 16 октября 2020 на Wayback Machine «This Report aims to resolve these conflicting realities, first, by identifying and describing the malignancies of RT’s editorial strategy, which unambiguously qualify the network as a Kremlin disinformation outfit…»
147. ↑  Manufacturing dissent : assessing the methods and impact of RT (Russia Today) Архивная копия от 18 октября 2020 на Wayback Machine "I argue that RT strategically reconfigures traditional concepts of soft power, propaganda, and disinformation to spread disruption and doubt throughout the media landscape in a hybrid model that can be termed «Disinformation 2.0.» … "
148. ↑  «Удар по репутации Шотландии»: как против Алекса Салмонда устроили травлю из-за его шоу на RT. Дата обращения: 23 ноября 2017. Архивировано 23 ноября 2017 года.
149. ↑  A Trump interview may be crowning glory for RT, a network funded by the Russian government. Дата обращения: 25 ноября 2017. Архивировано 24 ноября 2017 года.
150. ↑  Меня назвали «полезным идиотом»: эксперты RT комментируют доклад European Values. Дата обращения: 25 ноября 2017. Архивировано 1 декабря 2017 года.
151. ↑  Не очень «Европейские ценности». В Чехии составили донос на гостей RT. Дата обращения: 25 ноября 2017. Архивировано 1 декабря 2017 года.
152. ↑  Prem Mahadevan — India and Global Discourse on State-sponsored Terrorism. Дата обращения: 11 октября 2020. Архивировано 14 октября 2020 года.
153. ↑  The Washington Post: журналисты «РИА Новости» работают на печатных машинках. Полит.ру (7 марта 2008). Дата обращения: 21 июля 2010. Архивировано 26 августа 2011 года.
154. ↑  The Rise of Russian Soft Power — A media frame analysis of the Russia-based channel RT. Дата обращения: 11 октября 2020. Архивировано 18 октября 2020 года.
155. ↑  Владимир Козловский. Американский взгляд на Russia Today. Русская служба Би-би-си (14 июня 2005). Дата обращения: 26 января 2010. Архивировано 7 марта 2016 года.
156. ↑  Russia Today will nicht informieren, sondern verunsichern. Дата обращения: 8 октября 2020. Архивировано 9 ноября 2020 года.
157. ↑  Никита Прокунин, Андрей Козенко[вд]. Телеканал Russia Today портит имидж России. Коммерсантъ (21 октября 2005). Архивировано 7 октября 2018 года.
158. ↑  «Anything that Causes Chaos»: The Organizational Behavior of Russia Today (RT). Дата обращения: 8 октября 2020. Архивировано 1 ноября 2020 года.
159. ↑  CounterPunch: почему я поддерживаю Russia Today — и вам советую. Дата обращения: 17 мая 2018. Архивировано 17 мая 2018 года.
160. ↑  Russia today, tomorrow the world. Дата обращения: 17 мая 2018. Архивировано 22 февраля 2018 года.
161. ↑  Дмитрий Тренин. Россия — США: Почему мы нужны друг другу. Ведомости (2 апреля 2007). Дата обращения: 26 января 2010. Архивировано 1 апреля 2012 года.
162. ↑  Светлана Казанцева, Анастасия Новикова, Александр Саргин. Положительный образ пьяного медведя. GZT.ru (2 июля 2007). Дата обращения: 26 января 2010. Архивировано 6 апреля 2010 года.
163. ↑  Роуз Геттемюллер. Россия глазами американцев. Полит.ру (12 июня 2007). Дата обращения: 26 января 2010. Архивировано 26 августа 2011 года.
164. ↑  Ирина Царегородцева. Россия научит США демократии и покритикует Запад изнутри. РБК daily (21 января 2008). Дата обращения: 26 января 2010. Архивировано 26 августа 2011 года.
165. ↑  Антон Лысенков. You love me! You really love me! Lenta.ru (2 апреля 2008). Дата обращения: 26 января 2010. Архивировано 3 июня 2008 года.
166. ↑  MEDIA: Foreign News Channels Drawing U.S. Viewers — IPS ipsnews.net Архивировано 1 февраля 2010 года.
167. ↑  Владимир Кара-Мурза-ст.: "Правда" Гурнова и кривда Симоньян. Собеседник (2 декабря 2016). Дата обращения: 10 января 2018. Архивировано 11 января 2018 года.
168. ↑  Владимир Кара-Мурза (ст.). Топорная ложь и фантастические гонорары. Собеседник (30 сентября 2014). Дата обращения: 10 января 2018. Архивировано 11 января 2018 года.
169. ↑  Керри назвал Russia Today рупором российской пропаганды Архивная копия от 17 августа 2021 на Wayback Machine. lenta.ru.
170. ↑  Госсекретарь США Джон Керри назвал телеканал RT «рупором пропаганды». ТВ-Новости (25 апреля 2014). Дата обращения: 25 апреля 2014. Архивировано 25 апреля 2014 года.
171. ↑  Эксперт: США напуганы, потому что сейчас события в мире освещает не только CNN. ТВ-Новости (25 апреля 2014). Дата обращения: 26 апреля 2014. Архивировано 26 апреля 2014 года.
172. ↑  Hillary Clinton Says Al Jazeera Is Putting American Media To Shame — Business Insider. Дата обращения: 27 мая 2012. Архивировано 6 июня 2012 года.
173. ↑  Порошенко в интервью CNN пожаловался на телеканал RT и российские СМИ. Дата обращения: 2 октября 2016. Архивировано 1 октября 2016 года.
174. ↑  Порошенко пожаловался на широкий охват аудитории RT. Дата обращения: 7 октября 2016. Архивировано 8 октября 2016 года.
175. ↑  Экс-кандидат в президенты США: включаю телевизор, а там RT. Дата обращения: 11 августа 2015. Архивировано 16 августа 2015 года.
176. ↑  Телеканал RT удивлён, что в США его объявили одним из врагов Америки. РИА Новости (6 октября 2010). Архивировано 31 мая 2012 года.
177. ↑  Internationale Medien: Der Krieg der Bilder. Дата обращения: 14 марта 2013. Архивировано 17 марта 2013 года.
178. ↑  Ян Ледер. Пускать ли британских националистов на Би-би-си? Русская служба Би-би-си (21 октября 2009). Дата обращения: 26 января 2010. Архивировано 26 августа 2011 года.
179. ↑  Fox News набросился на Russia Today. Теленовости (30 декабря 2009). Дата обращения: 26 января 2010. Архивировано из оригинала 10 апреля 2011 года.
180. ↑  Канал RT показал сюжет об иллюминатах-евреях в штабе Хиллари Клинтон Архивная копия от 22 декабря 2015 на Wayback Machine «Meduza», 15.10.2015
181. ↑  Сотрудницы нью-йоркского ресторана обманом сняли для RT сюжет про «Путинбургер». Их отстранили от работы Архивная копия от 26 февраля 2019 на Wayback Machine «Meduza», 08.10.2017
182. ↑  Фейки года: кто и как нас обманывал в 2017-м. Русская служба BBC. 28 декабря 2017. Архивировано 7 апреля 2019. Дата обращения: 15 марта 2019.
183. ↑  Juice News: Mid-East Peace malady (ft. Dr. Norman Finkelstein) Архивная копия от 20 мая 2014 на Wayback Machine // RT.
184. 1 2  Обвинения в антисемитизме прозвучали в адрес RT Архивная копия от 26 апреля 2019 на Wayback Machine // Эхо Москвы
185. 1 2  От RT потребовали извинений Архивная копия от 20 мая 2014 на Wayback Machine // NEWSru.com
186. ↑  Центр Симона Визенталя требует от RT извинений Архивная копия от 6 августа 2020 на Wayback Machine // Эхо Москвы
187. ↑  Телеканал RT обвинили в антисемитизме Архивировано 16 мая 2014 года. // Jewish.ru
188. ↑  Хмара не оценил фильм про украинских националистов и гитлеровцев. «Новый регион» (21 ноября 2007). Дата обращения: 25 января 2010. Архивировано 17 апреля 2019 года.
189. ↑  Kremlin TV Loves Anti-War Protests—Unless Russia Is the One Waging War Studies in 'whataboutism'. Дата обращения: 29 сентября 2017. Архивировано 22 июня 2019 года.
190. 1 2  Как врёт телеканал Russia Today. Ответ Маргарите Симоньян Архивная копия от 3 декабря 2017 на Wayback Machine «The Insider», 31.05.2017
191. ↑  Александр Ратников, Георгий Макаренко, Алёна Сухаревская. Годовщина падения «Боинга»: какие последствия имела трагедия на Украине Архивная копия от 16 октября 2015 на Wayback Machine // «РБК», 17.07.2015
192. ↑  Артём Земцов. Откуда взялся «испанский диспетчер» Архивная копия от 1 сентября 2017 на Wayback Machine «Новая газета» № 79 от 21 июля 2014
193. ↑  Путин рассказал Оливеру Стоуну об украинском диспетчере «испанского происхождения», который следил за сбитым «Боингом» Архивная копия от 1 сентября 2017 на Wayback Machine «Meduza», 31.08.2017
194. ↑  Catch Carlos If You Can (англ.). Radio Free Europe / Radio Liberty. Дата обращения: 8 ноября 2018. Архивировано 10 ноября 2018 года.
195. ↑  "Испанскому диспетчеру", твитнувшему про MH17, могли платить из РФ. Радио Свобода. Дата обращения: 8 ноября 2018. Архивировано 9 ноября 2018 года.
196. ↑  Экс-сотрудник Госдепа назвал «позором» выходку Кирби. Дата обращения: 19 ноября 2016. Архивировано 19 ноября 2016 года.
197. ↑  Представитель Госдепа вышел из себя из-за вопроса RT о Сирии. Дата обращения: 19 ноября 2016. Архивировано 18 ноября 2016 года.
198. ↑  Пропаганда на экспорт. Важные истории. 13 марта 2025.
199. ↑  Бершидский, Юрий (11 марта 2019). Фейк RT: журналистов Russia Today не пустили на митинг за свободный интернет. The Insider. Архивировано 26 апреля 2019. Дата обращения: 15 марта 2019.
200. ↑  Утренний разворот. Живой гвоздь - София Блейд. Эхо Москвы. 13 марта 2019.
201. ↑  RT объяснил свой интерес к «пензенскому делу» подготовкой репортажа о пытках. Медиазона. 7 июня 2018. Архивировано 5 августа 2020. Дата обращения: 15 мая 2020.
202. ↑  RT дважды за день обвинил СМИ в распространении «фейка» о коронавирусе, хотя сам написал такую же новость. Медиазона. 12 мая 2020. Архивировано 17 мая 2020. Дата обращения: 15 мая 2020.
203. ↑  European Union Publishes Regulation Banning Russia Today and Sputnik. Tech Policy Press. Архивировано 2 марта 2022. Дата обращения: 2 марта 2022.
204. 1 2  Why a push to exclude Russian state media would be problematic for free speech and democracy. Brookings (14 апреля 2022). Дата обращения: 12 февраля 2024. Архивировано 1 марта 2024 года.
205. ↑  Аэропорты США сочли рекламу Russia Today неполиткорректной. Lenta.ru (12 января 2010). Дата обращения: 25 января 2010. Архивировано 15 января 2010 года.
206. ↑  В США присматриваются к телеканалу RT Архивная копия от 8 апреля 2014 на Wayback Machine. Коммерсант.
207. ↑  Предпосылки «Оценки деятельности и намерений России на американских выборах»: аналитический процесс и установление авторов кибер-происшествия. Дата обращения: 4 мая 2020. Архивировано 2 декабря 2020 года.
208. ↑  «Дорогое ЦРУ! Тема не раскрыта». Дата обращения: 16 февраля 2017. Архивировано 16 февраля 2017 года.
209. ↑  СМИ: Конгресс США ведет расследование связей Трампа с РФПИ. Дата обращения: 1 октября 2017. Архивировано 1 октября 2017 года.
210. ↑  Американский конгрессмен предложил зарегистрировать RT в качестве иноагента. Дата обращения: 1 октября 2017. Архивировано 1 октября 2017 года.
211. ↑  Twitter огорчил сенат США: данных об RT и «русских ботах» оказалось мало. Дата обращения: 1 октября 2017. Архивировано 1 октября 2017 года.
212. ↑  Twitter заблокировал рекламу аккаунтов RT и Sputnik. Дата обращения: 27 октября 2017. Архивировано 27 октября 2017 года.
213. ↑  Google не нашла доказательств манипуляций RT в преддверии выборов в США. Дата обращения: 1 ноября 2017. Архивировано 1 ноября 2017 года.
214. ↑  США пытаются объявить канал RT иностранным агентом
215. ↑  Телеканал RT зарегистрировался иностранным агентом в США. Дата обращения: 13 ноября 2017. Архивировано 17 ноября 2017 года.
216. ↑  Путин подписал закон о статусе иноагента для СМИ Архивная копия от 25 ноября 2017 на Wayback Machine «РИА Новости», 25.11.2017
217. ↑  Конгресс лишил RT аккредитации на Капитолийском холме. Дата обращения: 30 ноября 2017. Архивировано 1 декабря 2017 года.
218. ↑  Минюст РФ признал девять СМИ иностранными агентами. Дата обращения: 5 декабря 2017. Архивировано 5 декабря 2017 года.
219. ↑  Минюст США зарегистрировал иноагентом компанию, сотрудничавшую с RT. Дата обращения: 12 декабря 2017. Архивировано 13 декабря 2017 года.
220. ↑  Комитет по защите журналистов осудил регистрацию RT иностранным агентом. Дата обращения: 13 ноября 2017. Архивировано 13 ноября 2017 года.
221. ↑  Глава МФЖ признал «скрытой цензурой» отзыв аккредитации RT в конгрессе США. Дата обращения: 30 ноября 2017. Архивировано 1 декабря 2017 года.
222. ↑  В ОБСЕ отреагировали на лишение RT аккредитации. Дата обращения: 2 декабря 2017. Архивировано 4 декабря 2017 года.
223. ↑  Одна из партий в США призвала Минюст прекратить преследование RT. Дата обращения: 24 декабря 2017. Архивировано 23 декабря 2017 года.
224. ↑  В ООН раскритиковали ограничения против RT и Sputnik. Дата обращения: 24 декабря 2017. Архивировано 23 декабря 2017 года.
225. ↑  YouTube начал помечать видео СМИ, которые получают государственное финансирование. Дата обращения: 3 февраля 2018. Архивировано 3 февраля 2018 года.
226. ↑  Симоньян прокомментировала прекращение показа RT в Гуантанамо. Дата обращения: 6 февраля 2018. Архивировано 5 февраля 2018 года.
227. ↑  RT перестанет вещать в Вашингтоне. Дата обращения: 29 марта 2018. Архивировано 29 марта 2018 года.
228. ↑  MHz in DC — Channel Listings. Дата обращения: 29 марта 2018. Архивировано 26 апреля 2019 года.
229. ↑  Телеканал RT исключили из двух сетей вещания в США. Дата обращения: 16 октября 2018. Архивировано 16 октября 2018 года.
230. 1 2 3  Родионов, Александр. Минюст США раскрыл схему тайной операции России по вмешательству в американские выборы • «Агентство». «Агентство» (4 сентября 2024). Дата обращения: 16 октября 2024.
231. ↑  Spangler, Todd. U.S. Officials Allege Russian Operatives Illegally Provided $10 Million to Fund Videos by American Right-Wing Social Media Stars (амер. англ.). Variety (5 сентября 2024). Дата обращения: 14 сентября 2024.
232. ↑  Office of Public Affairs | Two RT Employees Indicted for Covertly Funding and Directing U.S. Company that Published Thousands of Videos in Furtherance of Russian Interests | United States Department of Justice (англ.). www.justice.gov (4 сентября 2024). Дата обращения: 14 сентября 2024.
233. ↑  Kamp, Zachary Cohen, Donie O'Sullivan, Evan Perez, Sean Lyngaas, Majlie de Puy. DOJ alleges Russia funded US media company linked to right-wing social media stars | CNN Politics (англ.). CNN (4 сентября 2024). Дата обращения: 14 сентября 2024.
234. 1 2  «Би-би-си выиграла дело против российского канала RT». Дата обращения: 22 сентября 2015. Архивировано 24 сентября 2015 года.
235. ↑  Ofcom вынес решения по всем расследованиям в отношении RT. Дата обращения: 15 февраля 2016. Архивировано 26 сентября 2015 года.
236. ↑  Британские телезрители пожаловались на RT из-за «Боинга». Дата обращения: 25 июля 2014. Архивировано 25 июля 2014 года.
237. ↑  Британский регулятор признал трансляции RT предвзятыми Архивная копия от 23 сентября 2015 на Wayback Machine // «РБК», 21.09.2015
238. ↑  «We must crack down on Putin’s lie machine». Дата обращения: 1 августа 2016. Архивировано 6 августа 2016 года.
239. ↑  «Пресса Британии: как работает „машина лжи Путина“» Архивная копия от 2 августа 2016 на Wayback Machine, Би-Би-Си, 01.08.2016
240. ↑  Претензии британского банка к Russia Today TV UK связаны с политикой «знай своего клиента» Архивная копия от 20 октября 2016 на Wayback Machine «NEWSru.com», 19.10.2016
241. 1 2  Екатерина Гробман, Михаил Коростиков, Галина Дудина. С Russia Today не посчитались Архивная копия от 21 октября 2016 на Wayback Machine Газета «Коммерсантъ» № 193 от 18.10.2016, стр. 6
242. ↑  Британский банк: письмо о закрытии счетов было адресовано не RT Архивная копия от 20 октября 2016 на Wayback Machine Русская служба, 19.10.2016
243. ↑  Британский парламент призвал правительство начать диалог с Россией. Дата обращения: 4 марта 2017. Архивировано 4 марта 2017 года.
244. ↑  Симоньян: британские парламентарии не придумали, как закрыть RT и Sputnik. Дата обращения: 4 марта 2017. Архивировано 4 марта 2017 года.
245. ↑  RT оштрафовали в Великобритании. Colta.ru. Дата обращения: 6 июля 2021. Архивировано 9 июля 2021 года.
246. 1 2  Иск RT к британскому регулятору Ofcom отклонен Архивная копия от 7 апреля 2020 на Wayback Machine, BBC, 28.03.2020
247. ↑  Russia threatens further crackdown on British media after Ofcom bans RT. The Guardian. 18 марта 2022. Архивировано 24 марта 2022. Дата обращения: 22 марта 2022.
248. ↑  Надзорный орган в сфере СМИ Германии проверяет местный канал из-за ток-шоу RT Deutsch. tass.ru (2 июня 2015). Дата обращения: 11 мая 2021. Архивировано 11 мая 2021 года.
249. ↑  Немецкий надзорный орган не нашел нарушений в трансляции передачи RT Deutsch. gazeta.ru (4 августа 2015). Дата обращения: 11 мая 2021. Архивировано 11 мая 2021 года.
250. ↑  Суд ЕС отклонил жалобу RT France на запрет вещания после начала войны. Радио Свобода. Дата обращения: 27 июля 2022. Архивировано 27 июля 2022 года.
251. ↑  Маргарита Симоньян сообщила о проверке RT австралийской полицией. Дата обращения: 17 июля 2018. Архивировано 18 июля 2018 года.
252. ↑  В Латвии запрещено вещание RT. Коммерсантъ (30 июня 2020). Дата обращения: 12 июля 2020. Архивировано 30 июня 2020 года.
253. 1 2  Украинские пограничники не пустили в страну съёмочную группу испанской редакции. Дата обращения: 4 мая 2020. Архивировано 27 января 2021 года.
254. ↑  RT: Russian-backed TV news channel disappears from UK screens Архивная копия от 3 марта 2022 на Wayback Machine, BBC, 3.03.2022
255. ↑  Public Works and Government Services Canada Government of Canada. Canada Gazette, Part 2, Volume 156, Number 15: Regulations Amending the Special Economic Measures (Russia) Regulations. gazette.gc.ca (20 июля 2022). Дата обращения: 17 января 2023. Архивировано 25 декабря 2022 года.
256. ↑  Пауло Коэльо шокировали бурятские милиционеры: он больше не выходит на остановках. NEWSru.com (29 мая 2006). Дата обращения: 25 января 2010. Архивировано 25 августа 2011 года.
257. ↑  Начался допрос Андрея Лугового. Lenta.ru (8 декабря 2006). Дата обращения: 25 января 2010. Архивировано 31 октября 2007 года.
258. ↑  Съемочную группу Russia Today не пустили в Эстонию. РИА Новости (23 октября 2007). Дата обращения: 25 января 2010. Архивировано 26 августа 2011 года.
259. ↑  Корреспонденты Russia Today пострадали от действий грузинской полиции. Российская газета (7 ноября 2007). Дата обращения: 25 января 2010. Архивировано 14 февраля 2008 года.
260. ↑  Политическое противостояние в Тбилиси достигло пика. Маяк (радиостанция) (7 ноября 2007). Дата обращения: 25 января 2010. Архивировано из оригинала 19 июня 2007 года.
261. ↑  В Белграде избили журналистов Russia Today. Lenta.ru (21 февраля 2008). Дата обращения: 25 января 2010. Архивировано 17 июня 2008 года.
262. ↑  Сайт телеканала Russia Today подвергся атаке хакеров. РИА Новости (10 августа 2008). Дата обращения: 25 января 2010. Архивировано 26 августа 2011 года.
263. ↑  Хакеры добавили слово «nazi» к заголовкам сайта Russia Today Архивная копия от 27 ноября 2020 на Wayback Machine // Лента.ру
264. ↑  В Казахстане задержали внештатного корреспондента RT. Национальная Служба Новостей - НСН. Дата обращения: 8 января 2022. Архивировано 8 января 2022 года.
265. ↑  Самер Мустафа. Симоньян отстранила Красовского от работы в RT за «омерзительные» высказывания : Главред RT Симоньян остановила сотрудничество с Красовским после слов о детях на Украине // Газета.ru. — 2022. — 24 октября. — Дата обращения: 24.10.2022.
266. ↑  Ukraine urges global ban of Russia's RT after presenter calls for drowning of Ukrainian children. Reuters. 23 октября 2022. Архивировано 23 октября 2022. Дата обращения: 23 октября 2022.
267. ↑  Наталья Козлова. Глава СК РФ Бастрыкин поручил проверить высказывания журналиста Красовского : Высказывания журналиста Антона Красовского в эфире об украинских детях проверят следователи // «Российская газета». — 2022. — 24 октября. — Дата обращения: 24.10.2022.

## Статьи
- Алексей Гапеев. Russia Today из предпоследнего вагона. В России создан пропагандистский телеканал для иностранцев. Lenta.ru (8 июня 2005). Дата обращения: 26 января 2010. Архивировано 1 января 2009 года.
- Андрей Ломкин. Заграница нам поможет. Кремль хочет «отмыть» образ России на деньги европейских и американских компаний. Lenta.ru (12 декабря 2005). Дата обращения: 26 января 2010. Архивировано 21 февраля 2010 года.
- Александр Левинский. Наша Russia. Как российское телевидение учит иностранцев Родину любить. SmartMoney (3 марта 2008). Дата обращения: 26 января 2010. Архивировано из оригинала 3 августа 2012 года.
- Александр Мельман. Маргарита Симоньян: «Я не пиар-менеджер страны». Московский комсомолец (25 сентября 2008). Дата обращения: 26 января 2010. Архивировано 26 августа 2011 года.
- Александр Габуев. Маргарита Симоньян: «Нет никакой объективности». Коммерсант-Власть (7 апреля 2012) Архивная копия от 11 апреля 2012 на Wayback Machine
- John Plunkett — Russia Today reporter resigns in protest at MH17 coverage Архивная копия от 31 января 2020 на Wayback Machine, Theguardian.com, Friday 18 July 2014
- Rosie Gray. How The Truth Is Made At Russia Today (англ.). BuzzFeed (14 марта 2014). Дата обращения: 26 июля 2014. Архивировано 22 февраля 2018 года.